# 百獣戦隊ガオレンジャー
『百獣戦隊ガオレンジャー』（ひゃくじゅうせんたいガオレンジャー）は、2001年2月18日から2002年2月10日まで、テレビ朝日系列で毎週日曜7時30分から8時（JST）に全51話が放送された、東映制作の特撮テレビドラマ、および作中で主人公たちが変身するヒーローの名称。

## 概要
スーパー戦隊シリーズ第25作目にして21世紀最初の作品で、百獣の王・ライオンをはじめとする動物をモチーフに選んだ。オープニングには「スーパー戦隊シリーズ」のロゴとともに「25th ANNIVERSARY」が表示された。
タイトル候補は複数存在したとされる。酒井一圭によると、オーディションの台本には『ガオガオマン』という名称が記されていたという。
長年スポンサーの一社としてソーセージなどを生産、販売していた雪印食品が牛肉偽装事件の影響により、本作品を最後にスポンサーを降板。次作『忍風戦隊ハリケンジャー』以降はプリマハムが商品提供を担当することになる。

## 特徴
作劇・設定
前作『未来戦隊タイムレンジャー』が本来のメインターゲット層である児童向けの玩具売上で苦戦し、本作品では玩具面に重点が置かれた娯楽志向のストーリー作りが心がけられた。メインモチーフには児童層に強くアピールできる動物が選ばれ、アクションでも動物の特徴を取り入れている。東映プロデューサーの日笠淳は、前作および前々作『救急戦隊ゴーゴーファイブ』が科学ベースの作品であったことからファンタジー路線となり、そこから前2作品と大きく印象を変えることを意識し、王道的・古典的な雰囲気やキャッチーな要素などを取り入れたことを述べている。
また本作品ではヒーローを「地球と意思を通い合わせられる」存在、すなわちシャーマンや陰陽師のような存在として位置付けており、これらの要素はガオレンジャーを指す「ネオ・シャーマン」の名称や、五行説で用いられる色に基づいた初期メンバーの色構成など、作品の随所に取り入れられている。日笠は、前2作品が宇宙や未来などの要素を持っていたことから、敵側の鬼という設定も含め土着的なイメージを志向したものであることを語っている。
演出面
Quest 7からデジタル合成を担当している日本映像クリエイティブが、それまでのエリアルイメージ合成機を用いた旧来のフィルム合成からデジタル合成専門のシステムへと完全移行。これにより実写とCGの融合がそれまで以上に進み、本作品でもパワーアニマルの描写を始め、名乗りでの各メンバーのキャッチコピーや戦闘中における飛び出す文字などにCGが多用されている。それに伴い本作品から、テロップ挿入・編集や合成などのポストプロダクションのプロセスがOP・ED・本編ともにフィルム仕上げからビデオ仕上げに変わった。パワーアニマルの描写をCG中心とした背景には、テレビアニメで動物型ロボットをCGで表現する作品が増えて来たことに加え、本作品と同様に動物モチーフである『ギンガマン』との差別化を図る意味合いもあった。
メインライターの武上純希は、CG制作に数ヶ月必要なため、クライマックス近辺の脚本はアクション中心の内容の簡易なものを早期に執筆していたことを証言している。
日笠や東映エグゼクティブプロデューサーの鈴木武幸は、CGによるパワーアニマルの表現が本作品の成功の一端を担ったものと考えている。
一方で、従来アクション用とアップ用が用意されていた巨大ロボットのスーツは、CGの増加に伴う予算を調整や素材と技術の向上などもあり、アップグレードされたアクション用のみとなった。この方式はその後のシリーズでも継続している。
劇場版
1990年代中ごろから途絶えていたスーパー戦隊シリーズの劇場版制作であったが、スーパー戦隊25作目と仮面ライダー30周年を記念し、本作品より劇場版の制作が再開された。『劇場版 仮面ライダーアギト PROJECT G4』との2本立てで公開された劇場版は、興行収入12億円の大ヒットとなった。このヒットにより、以降の作品においても劇場版の制作が継続されることとなった。
玩具展開
本作品ではロボット玩具として「パワーアニマルシリーズ」を展開した。従来のシリーズでは、5,000円から1万円以上の価格のロボット玩具を年数回発売するというビジネスモデルを展開していたが、本作品ではさらにロボットと連動可能な1,000円から2,000円のパワーアニマルを単体で発売している。これにより従来のヒーロー像にとらわれない商品バリエーションが増加し、新商品をほぼ毎月展開することで購買機会を増やし、ストーリーとの連動もあいまってヒット商品となった。その代わり、本作品では『バトルフィーバーJ』から続いていた「プラデラ」が発売されていない。企画段階では、バンダイ上層部でも売上を危惧する意見があったため、「百獣合体DXガオマッスル」など従来の商品を踏襲したセットも発売されたが、結果的には単体商品も好調であった。
次作『忍風戦隊ハリケンジャー』では、本作品の玩具も長く楽しめるよう作品を越えた遊びを実現させるため、パワーアニマルシリーズと同型のジョイントが用いられている。
その他
通常時ジャケットなどのユニフォーム着用は『救急戦隊ゴーゴーファイブ』以降の定番となっているが、本作品の「ガオジャケット」と呼ばれるユニフォームは完全なお揃いではなく、基本形状は同一だが襟や袖のラインカラーや胸と背中のマークといった模様が各々異なっており、追加戦士・ガオシルバーには基本形状も異なるものが充てられた。本作品以降、同パターンが基本となった。また、名乗り時に個々のキャッチフレーズが含まれるようになった。

## あらすじ
21世紀を迎えた世界は環境汚染・生態系の異常・人間関係の疲弊化により、地球の生命力が減少しつつあった。それにより闇の奥底から発生した邪気が具現化し、角を持つオルグと呼ばれる邪悪な鬼の一族が出現した。
ある週末の夜。都心に現れたオルグと戦う4人の戦士ガオレンジャーは、混乱の中でパレードに参加していた象が暴れるのをなだめた獣医師・獅子走を見かける。騒ぎの翌日、ガオの巫女・テトムの命を受けたガオレンジャーの4人に連れて行かれた獅子は、空に浮かぶ天空島アニマリウムで、守護聖獣パワーアニマルという大地の精霊である正義の野獣たちのリーダー・ガオライオンに出会う。ガオライオンは獅子を認め、テトムへ彼を連れてくるように伝えていたのだった。ガオイエローと名乗るリーダー格の青年・鷲尾岳は彼に告げる。もしガオレンジャーになりたいのなら、「獅子走」という名も、その過去も捨てろ、と。
それに対して獅子は答える。「俺は獣医だ。医者は助けを求める声に応えないわけにはいかない」。
こうして彼は、パワーアニマルに選ばれしネオ・シャーマンの戦士ガオレンジャーの5人目にしてガオライオンに選ばれたリーダー・ガオレッドとなり、他の4人とともにオルグとの戦いに身を投じる。

## 登場人物

### 百獣戦隊ガオレンジャー
パワーアニマルに選ばれたネオ・シャーマンの戦士たち。メンバーはそれぞれガオジャケットを着用し、パワーアニマルとの絆であるガオの宝珠を所有する。
また、「ガオレンジャーとしての掟」として、変身前も個人の名前ではなく一貫して変身後のスーツの色（「レッド」「イエロー」など）で呼び合う形を取っている。メンバーの苗字はそれぞれ自身のパートナーのパワーアニマルに因んでいる。
物語中盤で千年前のガオの戦士の墓が登場。先代のガオの戦士たちはガオスーツや専用武器が存在しないため、当時の武器や武具で武装し、強化された肉体を駆使して戦っている。
集合名乗り時の決めゼリフは、「命あるところ、正義の雄叫びあり! 百獣戦隊ガオレンジャー!」。
獅子 走（）
ガオライオンに選ばれた24歳の新米獣医師。
幼少期から自然の声が聞こえていた。ガオの戦士に選ばれたのは5人中最後だが、パワーアニマルのリーダー・ガオライオンに選ばれた戦士がガオレンジャーのリーダーとなる掟によってリーダーとなる。
正義感が強く、非常に張り切り屋かつ前向きな性格はリーダーにふさわしい部分もあり、動物に関連した問題が生じると「俺は獣医だ!」の一言で解決してしまうなど、熱血漢としての一面も持つ。口癖は「やる気満々だぜ!」。桜庭動物病院での獣医師時代は「走先生」と呼ばれ男女問わず慕われており、特に主婦からの人気が高かった。
ガオライオンのほか、後にガオゴリラ・ガオファルコンの宝珠も所持するようになる。劇場版でのみガオコングの宝珠を使用したこともある。
最終決戦後は、再び獣医の仕事に戻る。
ガオレッド
獅子走が変身する戦士。キャッチフレーズは「灼熱の獅子（）」 (BLAZING LION)。
パワーとスピードがともに優れているバランスのとれた戦士である。

鷲尾 岳（）
ガオイーグルに選ばれた23歳の元航空自衛隊パイロット候補生。
レッドが加入するまではリーダーとして活動しており、レッド加入後はサブリーダーとなる。当初は戦士の自責からか、プライドが高くクールかつ真面目で口数も少なく、1人で戦うことを好む傾向にあるなど、いささか怒りっぽい面が見られたが、走をリーダーとして認めるようになってからは、セリフにカタカナ英語を織り交ぜたり、ウクレレを弾く場面も見られるなど徐々にコミカルな面も見せ始め、シルバーが登場してからは前面に出てくるようになった。カラオケが好き。鳥に対しては思い入れがあり、仲間意識が強いため、鳥料理は食べない。
テトムによって5人中最初に選ばれたのだが、それが物語開始時点から1年前の飛行訓練中だったために作戦行動中に行方不明扱いにされ、それ以来少しでも素性を隠そうとして髪を金色に染めている。
ガオイーグルのほか、後にガオベアー・ガオポーラーの宝珠も所持するようになる。
最終決戦後は、航空自衛隊に復帰する。
『忍風戦隊ハリケンジャーVSガオレンジャー』では黒髪で登場。
- 演じる堀江慶は、諸田敏に「1人金髪が欲しい」と言われ、「自分がやります」と名乗り出たと述べている。

ガオイエロー
鷲尾岳が変身する戦士。キャッチフレーズは「孤高の荒鷲（）」（NOBLE EAGLE）。
その経歴からスカイダイビングの技術を身につけているため空中戦を得意としており、剣術にも長けている。背中から腕を伝って翼を出現させることで、時速300キロメートルのスピードで空を飛ぶイーグルアタックを放つ。急降下キックは20トンの威力がある。

鮫津 海（）
ガオシャークに選ばれた19歳のフリーター。
5人中3番目に選ばれ、物語開始時点ではガオレンジャー経歴半年。冴とほぼ同時期に選ばれた。加入前は様々なアルバイトをしていた。いたずら好きで、明るいムードメーカー的存在だが、単なる能天気でなく「ネバギバ（Never give up）」が口癖の、粘り強く精神的にタフな面を持っている。ボウリングが得意。ほうれん草が苦手。
ガオシャークのほか、後にガオジュラフの宝珠も所持するようになる。
『百獣戦隊ガオレンジャーVSスーパー戦隊』では、『救急戦隊ゴーゴーファイブ』の巽ダイモンから「牛乳竜巻落とし」を伝授される。
最終決戦後は、サーフショップで働き始める。
ガオブルー
鮫津海が変身する戦士。キャッチフレーズは「怒濤の鮫（）」（SURGING SHARK）。
水中戦が得意で、トルネードスピンや、両手の爪を鮫の歯に見立てて敵を挟み砕くジョーズアタックを得意とする。時速80キロメートルで泳ぎ、横跳び50メートルのジャンプ力を誇る。Quest 9では、電磁波でできた不可視の壁を見破る能力を発揮した。

牛込 草太郎（）
ガオバイソンに選ばれた22歳の元力士（序二段）。
横綱を目指していたが、膝の怪我で引退して花屋フラワーガーデン・カサブランカでアルバイトをしていた経歴を持つ。5人中4番目に選ばれ、物語開始時点ではガオレンジャー経歴2カ月目。基本的には温厚で慎重なほうなのだが、惚れっぽいところもあり、怒らせると怖い。高所恐怖症で、女性が苦手。大食い。好物は牛乳。
ガオバイソンのほか、後にガオライノス・ガオマジロの宝珠も所持するようになる。海とコンビを組んでいるが、年は上でも、戦士としての経歴では先輩（自身が後輩）にあたるということで、海に頭が上がらないところもある。
最終決戦後は、牧場で働き始める。
ガオブラック
牛込草太郎が変身する戦士。キャッチフレーズは「鋼の猛牛（）」（IRON BISON）。
その恵まれた体格とパワーを生かし、バイソンスイングや頭突き技バイソンヘッドバットなどの突っ張りやぶちかまし攻撃を得意とするパワーファイター。

大河 冴（）
ガオタイガーに選ばれた17歳の高校生。
加入前は父を越える武道家になるため上京し一人暮らしをしていた。鹿児島出身。5人中2番目に選ばれ、物語開始時点ではガオレンジャー経歴約半年。海とほぼ同時期に選ばれ、それ以降は休学している。さつま揚げづくりが得意。
父・虎之介は鹿児島で武術道場の師範をしており、彼女も父から武芸十八般や礼儀作法、格闘術を厳しく教えられ、礼儀正しくしっかりしている。白刃取りもできる。その一方、白馬の王子様にあこがれ、Quest 35にて風太郎におだてられて調子に乗ったり、そのためにオルグに獣皇剣を奪われて他のメンバーにからかわれ、走を困らせるなど、子供っぽい一面もある。基本的に標準語で話すが、父親である虎之介に対して九州弁を使うことがある。
ガオタイガーのほか、後にガオエレファント・ガオディアスの宝珠も所持するようになる。
最終決戦後は、東京武道専門学園に復学する。
ガオホワイト
大河冴が変身する戦士。キャッチフレーズは「麗しの白虎（）」（BELLE TIGER）。
身軽に動くスピードに優れた戦士であり、手の爪で敵を引き裂くタイガークローなどの技を持つ。他のメンバーとの共同戦法も得意とする。

大神 月麿（）
Quest 21から登場。ガオウルフに選ばれた千年前にオルグと戦っていた先代ガオレンジャーの一員。年齢は1,062歳。昔はシロガネと呼ばれている。
千年前の戦いで、百鬼丸を倒すために闇狼の面を装着し千年の邪気を利用。百鬼丸を倒す代償として自身は狼鬼の姿に変わり、正気を失う前に自らの意思で仲間のガオの戦士たちに封印されていたが、当代のガオレンジャーにより邪気から解放される。冷静沈着な物腰だが、封印される原因となった事情が心に影を落とし、またカルチャーショックでなかなか現代になじめない。そのせいか基本的に単独行動を好む一匹狼な面もあり、初期メンバー5人と別行動をとることが多く、オルグの波動を感じた時にのみ駆けつける。ただ、専用武器がビリヤードのキュー状に変化するものだったためか、ビリヤードをしている時は心が落ち着くらしく、プールバーに通う様子が描かれている。5人を通し、徐々に現代に打ち解けていく。
ガオウルフ・ガオリゲーター・ガオハンマーヘッドの宝珠を所持している。
最終決戦後は、放浪の旅に出る。
ガオシルバー
Quest 24から登場。大神月麿が変身する戦士。キャッチフレーズは「閃烈の銀狼（）」（SPARKING WOLF）。
月の光のエネルギーを力に変えて戦い、メンバーの中でパワーとスピードがもっとも優れた戦士であり、百獣ダッシュなどの技を持つ。
- ボディの色は黒や赤の案も検討されており、アーマーを付けたものもあった。

### 支援者
テトム
ガオの巫女。オルグと代々戦い続けてきた一族の末裔で、パワーアニマルたちの意思を伝える。年齢は1,022歳。巫女ながら性格は天然かつ非常に砕けているほか、思い込みが激しい面もあり、『百獣戦隊ガオレンジャーVSスーパー戦隊』ではガオレンジャーがはぐれハイネス・ラクシャーサを倒したことを報告したが、全く信じなかった。ガオレンジャーも驚くほどの怪力の持ち主（絡んできたチンピラも撃退した）であるが、基本的には戦わない。また、料理が得意で、そのせいでラセツに狙われたこともある。鼻が動くと性格が変わる。歌声も美しく、シルバーの笛の音と共にガオディアスによく聞かせている。
最終決戦後は月で眠りに就いたが、時々目覚めてガオレンジャーと交流している。
『忍風戦隊ハリケンジャーVSガオレンジャー』
最終回後に再び月で眠りに就いていたが、ジャカンジャのチュウボウズにガオレンジャーの初期メンバー5人と共に誘拐され、同時に5人のGフォンとガオの宝珠がチュウボウズに奪われてしまう。奪われた5人のGフォンとガオの宝珠は暗黒七本槍の5人（サタラクラ、サーガイン、ウェンディーヌ、マンマルバ、フラビージョ）に利用された。
ムラサキ
千年前の先代のガオの大巫女でテトムの祖母。テトムと瓜二つの顔を持つ。シルバーと顔なじみだった。彼女もテトム同様美しい歌声の持ち主だったが、赤いオルゲットに襲われて喉をやられてしまい、歌うことができなくなってしまった。大神いわく、テトムと違っておしとやかだったらしい。
風太郎（）
Quest 31から登場。ガオレンジャーのもとに現れた謎の少年。登場当初は、死亡した鷲尾たち4人を黄泉の国で蘇生へと導く。その後、たびたび現世に現れるようになる。友人思いで大らかで大人びた性格。神通力を発揮することもある。
その正体はガオゴッドが化身した姿であるが、現世に復活当初は自分の素性を忘れている。「風太郎」という名前は赤い風船を見てとっさに考えたもの。
記憶を取り戻した後は、本人は仰々しく接するより変わらず「風太郎」として接してほしいらしく、それをガオレンジャーに伝えた後は対等に付き合っている。一度ラセツに人間こそ地球を汚している張本人だと吹きこまれた際には人間にガオレンジャーの資格はないとしてガオレンジャーから全てのパワーアニマルを没収してしまったこともあるが、それでも彼らが闘志を捨てないと分かるとパワーアニマルを再びガオレンジャーの元に戻させる。ガオゴッドがセンキに敗北したため1度消滅したが、最終決戦後に復活し、ガオレンジャーやテトムとともにピクニックに興じている。
ガオゴッドとしての詳細は#ガオゴッドの項を参照。

## ガオレンジャーの装備・戦力

### 共通装備・能力
ガオスーツ
ガオレンジャー6人が変身時に装着するスーツ。パワーアニマルに認められたネオ・シャーマンでなければ装着できない。マシンガンの連射にも傷ひとつ付かず、布のようにしなやかなスーツで、装着者の能力を20倍に強化し、強靭な防御力とモデルとなったパワーアニマルの特性を反映した戦闘能力が与えられる。マスクにはテトムからのテレパシーを聞き取る能力がある。
ガオスーツはモデルとなったパワーアニマルから供給されるガオソウルによってその形態を維持しているため、何らかの理由でガオソウルが絶たれると変身が強制解除され、ガオソウルが再供給されるまでは変身不能となってしまう。
ガオシルバーのスーツはガオソウルと月のエネルギーを戦闘力に転換しているため、初期メンバーの1.2倍の戦闘力を持つ。
スーツの手袋には鋭い爪が付いており、それ自体が格闘戦において強力な武器となる。
ガオの宝珠（）
ガオの戦士と認められたネオ・シャーマンが心を通い合わせたパワーアニマルたちから絆の証としてガオ・ソウルと共に与えられる小さな宝玉でガオソウルが空気中のさまざまな元素と化合して作り出した一種の共振クリスタルである。そのため、与えたパワーアニマルが消滅すると宝珠も割れてしまう。さらに、ウラによって殺害されたレッド、シルバーを除くメンバー4人の持つ宝珠にヒビが入りそのパワーアニマル自体も消滅してしまう。それぞれの宝珠の色はパワーアニマルのメインカラーと対応しており、パワーアニマルを模した小さなオブジェを宿している。パワーアニマルを召喚する際にも使用される。さらにシルバーが所有している3つの宝珠は、彼と行動を共にするパワーアニマルが宿っており、必殺技の破邪聖獣球を放つ際にも使用する。
パワーアニマルの合体・百獣武装時に宝珠をメンバー同士で貸し借りを行うことが頻繁にある。
一時狼鬼に奪われて邪気に汚染されたものも多く、その時は宝珠の色は黒ずんでセピア色になってしまったが、狼鬼となっていた大神が元の姿を取り戻したことで宝珠の色も元に戻り、Quest 24でウラがキマイラオルグを生み出すために狼鬼が奪った宝珠の力を利用するが、キマイラオルグが倒された後に大神が持ち主の手に返却した。

### 初期メンバーの専用装備
Gフォン（）
初期メンバー5人が所有している特殊携帯型通信機で変身アイテム。ポーズをとって「ガオアクセス!」とコールしてボタンを押し、「ハッ」と気合いを込めることで変身が開始される。「サモン・スピリット・オブ・ジ・アース!（Summon Spirit of the Earth：地球の精霊よ目覚めよ）」という掛け声により、Gフォンがまず彼らを選んだパートナーパワーアニマルに近い形状へ、そして人型へと変形していく。人型に変形した状態でイメージが装着者に重なりGフォン本体が膨張してガオスーツを形成、最後にヘルメットが形成されて変身が完了する。
5人の中で最初にガオレンジャーになったイエローは、初めて変身する際に思わずGフォンを、普通に電話口に話すように「ガオアクセス」といった描写が、劇中の回想シーンにある。
ラセツによって1度壊されたこともある。
パワーアニマルがセンキに敗北したことで一度消滅するも、最終回で復活する。
パワーアニマルに選ばれた者しか変身できないとされているが、『忍風戦隊ハリケンジャーVSガオレンジャー』では、ジャカンジャの暗黒七本槍に奪われ、彼らが変身した。
獣皇剣（）
初期メンバー5人が左腰のホルダーで携行する接近戦用の短剣。微細超振動を起こした音叉のような構造の刃で厚い鉄板をも切り裂くほか、光線も発射可能。武器として使う他、柄の穴にガオの宝珠をはめ込むことで天の音色を発し、「百獣召喚!」の掛け声でパワーアニマルを召喚することができる。1,000年前のガオの戦士が所持していたパワーアニマルの加護を受けている唯一の武器でもある。
Quest 35でレッド以外のメンバーの物がカジヤオルグに奪われ、食器セットに改造されてしまうが、カジヤオルグが倒された後は元に戻る。
ジュラフタイフーン
ガオジュラフの宝珠を獣皇剣に装填し、自ら円盤のように回転しながら突撃、敵を何度も斬りつける。
ジュラフカッター
ガオジュラフの宝珠を獣皇剣に装填し、刀身を伸ばした獣皇剣をふるって敵に斬り付ける。
サージングスラスト
ガオジュラフの宝珠を獣皇剣に装填し、獣皇剣の刀身を伸ばして敵を貫く。

### 破邪の爪
ガオレンジャー初期メンバー5人の個人武器。合体させることで破邪百獣剣になる。
ライオンファング
ガオレッド専用の破邪の爪で、ライオンの顔を模した手甲。パンチ力は3倍にアップし、約12トンの破壊力を発揮する。上下で2つに分離させて両手に装備すれば鉤爪として使える。
必殺技はエネルギーを充填して両手に持って斜め袈裟に叩き付け、灼熱に包まれた両手で敵を引き裂くブレイジングファイヤー。
破邪百獣剣の保持グリップを形成。

イーグルソード
ガオイエロー専用の破邪の爪で、鍔が鷲の形を模している長剣。鍔には羽根手裏剣フェザーカッターが収納されている。
必殺技は刀身にエネルギーを充填してX字を描くように斬りつけるノーブルスラッシュ。Quest 37でブルーが借りた際にはサージングスラッシュという技を使用した。
『ガオレンジャーVSスーパー戦隊』では変身前にも使用していた。Quest 24では月麿が生身の状態で使用した。
破邪百獣剣の剣先を形成。

シャークカッター
ガオブルー専用の破邪の爪で、鮫の背びれの形を模している2本1組のカッター。両手に装備し、厚さ5センチメートルの鉄板も切り裂く。
必殺技は刃にエネルギーを充填して外側から内側へと横に斬るサージングチョッパー。Quest 37でイエローが借りた際にはノーブルチョッパーという技を使用した。ブラックとの合体技として、ブラックがブルーを振り回し、その遠心力を利用してブルーがシャークカッターで何度も斬り付けるアイアンツイスターも披露。
破邪百獣剣の鍔を形成。

バイソンアックス
ガオブラック専用の破邪の爪で、刃の根元の飾りが野牛の顔を模している両刃の斧。重量があり、振り下ろした時の破壊力はとても高い。地面に叩きつけることで地割れを起こすことも可能。
必殺技は刃にエネルギーを充填して斜め袈裟に振り下ろすアイアンブロークン。
破邪百獣剣の剣身を形成。

タイガーバトン
ガオホワイト専用の破邪の爪で、両端の飾りが虎の顔を模しているメイス。一撃で大岩も砕くほどの打撃力がある。
必殺技は先端にエネルギーを充填して敵を突くベルクライシス、十文字を描くように敵を斬る白虎十文字斬り（）。
破邪百獣剣の柄を形成。

破邪百獣剣（）
破邪の爪を合体させた剣。ガオレッドが手にし、仲間4人は補助を担当。「邪鬼退散」の掛け声と共にガオソウルで形成された巨大な刃でオルグを縦一閃に切り裂き、オルグを構成する邪気を消滅させる。劇場版では、左から右に振るった後に縦一閃を放ち、後のテレビシリーズにもこのプロセスが導入された。基本的には合体後はすぐに必殺武器として用いられるが、コピーオルグ戦では切っ先からレーザービームを放ち、シグナルオルグ戦（この時レッドは記憶喪失中だった）や再生狼鬼戦ではレッドが単独で使用した。シルバーを含めた6人で繰り出すこともあり、その際はガオレッドとガオシルバーが2人で破邪百獣剣を握る。

### ガオレッドの専用装備
ガオメインバスター
ライオンファングをメタモルフォーゼさせたエネルギー銃で、先端がライオンファング同様にライオンの顔を模している。レッドのガオソウルで作り出した光弾を鬣に備わった銃口から連続発射するノーマルモードと巨岩や2メートル四方の鉄の塊をも溶かすほどの強力な大型光弾を口の部分から出現する銃口から発射するファイナルモードの2つの形態を使い分ける。ファイナルモードは決め技として使われることも多く、その場合、レッドが「邪鬼退散」の掛け声を唱える。
ファルコンサモナー
ガオレッド専用の隼型武器。通常はガンモードで光線銃として用いるが、翼部分を展開することでアローモードとなり、オルグを一撃で撃破する火の鳥のような光の矢を放つことができる。アローモードの両端で斬りつけることも可能。ガオファルコンのガオの宝珠をはめこんだ獣皇剣を装填すると、サモナーモードになり、ガオファルコンを召喚することが可能。翼部分には4つ穴があり、そこにガオの宝珠を装填することで、ガオレッドのファルコンサモナーのみで最大5体のパワーアニマルを同時に召喚することができる。
ウラ究極体との戦いにおいて、黄泉の国の鷲尾たちがガオレッドを助けるために謎の少年（風太郎）の導きで4つのレリーフを組み合わせたことで誕生した。
Quest 35のカジヤオルグとの戦闘で「飛び道具ばかり使って卑怯」と言われた際に、ガオレッドがファルコンサモナーで直接殴りつける攻撃も披露した。

### ガオシルバーの専用装備
Gブレスフォン（）
ガオシルバーの変身アイテム。ガオウルフの頭部の形をしたブレスレットタイプの携帯電話で、左手首に装着している。どの攻撃も通用しないキマイラオルグに敗北寸前のガオレンジャー5人を救いたいと願う大神の思いに応え、ガオウルフ・ガオリゲーター・ガオハンマーヘッドの宝珠が復活と同時に創り上げた。変身システムはGフォンを使用するメンバーと同じだが、Gフォンのように獣型・人型に変形する機能はない。
ガオハスラーロッド
ガオシルバーの破邪の爪。普段は左腰のホルダーに携行している。剣のように用いて、オルゲットなら一撃で真っ二つに切り裂くことができるサーベルモード、巨岩を数秒で粉々に砕けるビーム弾を毎秒10発放つライフル状の光線銃として用いるスナイパーモード、後述の破邪聖獣球とパワーアニマル召喚に用いるビリヤードのキューに似たブレイクモードの3形態に変形。
得意技は空中前転しながらサーベルモードで敵を袈裟に斬る銀狼満月斬り（）。
必殺技はガオハスラーロッドを振るい、ビリヤードのプールにも似た板状の光線レーザープールを形成して、その中に敵を閉じ込め、3個のガオの宝珠をレーザープール上に置き、ブレイクモードのガオハスラーロッドで「邪鬼玉砕」の掛け声とともに射出し、オルグ目掛けて撃ち込む破邪聖獣球（）。正月オルグ戦では、レーザープールを使わず目の前に浮かべた宝珠を突く形で使用。

### 乗り物
ソウルバード
全長：6m　全幅2.5m　体重：1.5t
飛行機のような姿をした鳥型生命体。ガオソウルを増幅させる機能を持ち、「魂の鳥」や「ガオの心臓」とも呼ばれている。ガオレンジャーを乗せての飛行も可能で精霊王のコクピットにもなる。ピヨちゃんの状態ではパワーアニマルの怪我を治すことが可能。
Quest 10において、病気になったガオライオンを元気にするために過去の世界で手に入れた輝きのキノコを、Quest 11でガオズロック内の聖なる泉の力でガオの卵に変え、Quest 12において、卵に黒羽の谷のガオソウルを注ぎ込み、Quest 13で羽化した。当初はガオの幼態で「ピーヨー」の鳴き声からピヨちゃんの愛称で呼ばれるようになり、Quest 14で成体になった。
Quest 27でツボオルグの罠により、ガオキング共々囚われた際、体の一部を分離させて、もう一体のソウルバード、ヨーちゃんを作り出す。ピヨちゃんと違い、当初は荒っぽい性格でオルグとの戦いにも他人事だったが、獅子の作ったすり餌やテトムの説得もあり、ガオレンジャーに加勢。ツボオルグを倒した後、ピーちゃんのソウルバードと一体化し、元の一つに戻った。
ソウルドライブしていたガオマッスルストライカーがセンキの修羅百鬼剣を受け敗れると同時に消滅した。
限定ビデオでは、炎のピヨちゃんが登場した。
- 玩具ではガオキングの腕に合体することも可能。

ウルフローダー
ガオウルフの化身のガオシルバー専用バイク。時速350キロメートルで走り、ガオソウルによって高速で突進する。Quest 25から登場。

### その他
封印アタック
ガオレンジャーになりたてのイエローが使用した技。テトムからもらった封印のお札を相手に貼り付け、オルグの力を封印させる。
守り刀
テトムの祖母・ムラサキの形見の剣。センキによってパワーアニマルを全滅させられ、変身能力も失ったガオレンジャーが最後の武器として使用したが、全く効かず、折れてしまった。

### パワーアニマル
地球の生命力そのものが、地球上のさまざまな物質や元素を吸収し地上の動物の姿を取って実体化した大自然の精霊。鉄などの金属系の元素を多数取り込んだため金属質な体表となっている。邪気に染まってしまった場合は地球に仇を成す魔獣になるが、邪気が浄化されれば、元のパワーアニマルに戻る。ガオソウルと呼ばれる地球のエネルギーをガオソウル光線として口から放つアニマルハートは全パワーアニマル共通の技。だが、これは彼らの体力を著しく消耗させるので多用はできない。
ガオハンターを構成する3体はQuest 16から登場。大神が狼鬼だったころは魔獣だった。
センキの修羅百鬼剣の前に全滅したと思われたが、完全には消滅することはないため、最終決戦には、世界中に眠っていたガオピーコック、ガオスティングレー、ガオホース、ガオマウスを始めとする100頭のパワーアニマル、文字通り「百獣」が駆けつけ、下記の者たちも全て復活した。この時に見せた百獣アニマルハートは、百体のパワーアニマルのアニマルハートと、初期メンバーの獣皇剣とシルバーのガオハスラーロッドからのガオソウル光線を一斉に放つ技である。
Quest 24では「ガオアニマル」という呼称が使用された。
- パワーアニマル単体の造形物は制作されず、CGで描写された[11]。本編の撮影より早くCG作業が進められており、番組開始時には数十体分のCGモデリングが完成していたり、先行してパワーアニマルの初登場シーンのプロットが作られていた[5]。

ガオライオン
赤いライオンの姿をしたパワーアニマル。パートナーはガオレッド。
鋭い牙は鋼鉄も砕き、前足によるパンチは高層ビルも砕く。金色の鬣の後部左右にブースターを有し、それで加速しての体当たりも行う。
パワーアニマルのリーダーでもあり、とっさの機転にも優れ、ハイネスデュークの攻撃からガオレンジャーを庇ったり、『忍風戦隊ハリケンジャーVSガオレンジャー』では、轟雷旋風神へのパワーアニマルの合体を提案している。
Quest 9でガオキングダブルナックルの負荷により、ガオソウルを大量に消耗し病気にかかり、次のQuest 10でガオマッスルの核となるガオゴリラが加入したことを機に療養に専念する。そして、Quest 14でソウルバードの力で完全復活を果たす。
Quest 43と44では、テトムの力が込められた卵焼きを食したことで、巨大化した。
- 通常時のガオライオンとは別に超巨大化時のDX玩具も発売された。後者は当初電動歩行が可能な玩具として企画されていた。

ガオイーグル
黄色いワシの姿をしたパワーアニマル。パートナーはガオイエロー。
高速で飛行し、鋭い翼は大木をも切り倒す。翼からはフェザーボムと呼ばれる複数の光弾を放つ。
ガオシャーク
青いサメの姿をしたパワーアニマル。パートナーはガオブルー。
普段は水中にいるが、飛行も可能。鼻先はチタンよりも硬く、鋭い歯は大岩も噛み砕く。
ガオバイソン
黒いバイソンの姿をしたパワーアニマル。パートナーはガオブラック。
2本の角を突き出しての突進は高層ビルをも粉々にする威力がある。
芝刈り機オルグの攻撃で負傷した際に、ガオライノスとガオマジロに連絡を取り、自身は治療に専念。Quest 27で戦列復帰した。
タンクモードと呼ばれる形態も設定上存在し、玩具でも行うことが可能。タンクモード時は前部にガオライオン、中央部にガオイーグル、後部左右にガオタイガーとガオシャークを搭載する。実際に作中への登場も予定されていたが、諸般の事情により実現には至らなかった。また、玩具ではセット箱限定で、電動歩行システムを内蔵する予定もあったという。
ガオタイガー
白いトラの姿をしたパワーアニマル。パートナーはガオホワイト。
素早い身のこなしで敵を撹乱し、側をすりぬけざまにガオソウルを集中させた爪で敵を切り裂く攻撃や、鋭いキバとスピードを利用して、敵のツノなどをもぎ取ることもできる。
ガオウルフ
銀色のオオカミの姿をしたパワーアニマル。パートナーはガオシルバー。
鋭い牙と爪が武器で、ガオタイガー以上のスピードとガオライオンに匹敵するパワーを誇る。ガオシルバー誕生後は、ウルフローダーにも変形。
ガオエレファント
水色のゾウの姿をしたパワーアニマル。パートナーはガオホワイト。Quest 5から登場。当初は臥象山に眠っていた。
時速200キロメートルで突進する。鼻先から放水することも可能だが、劇中未使用。
Quest 15で宝珠を狼鬼に奪われたことで連れ去られ、Quest 18で魔獣召喚された。Quest 24で元のパワーアニマルに戻った。
ガオジュラフ
橙色のキリンの姿をしたパワーアニマル。パートナーはガオブルー。Quest 7から登場。争いを嫌う性格から、長井港に停められていたクレーン車に偽装していた。
時速900キロメートルで走り、長い首を振り回して攻撃。
Quest 17で宝珠を狼鬼に奪われたことで連れ去られ、Quest 18で魔獣召喚された。Quest 24で元のパワーアニマルに戻った。
ガオベアー
黒いクマの姿をしたパワーアニマル。パートナーはガオイエロー。Quest 9から登場。ガオポーラーと共に双子の人間の少年に姿を変えていたが、ガオイエローが手に入れた、闇に咲く花の力で本来の姿を取り戻した。なお、人間態は黒い服を着用。
口から2300度の火炎を吐く。召喚はガオホワイトが行う。
Quest 20で宝珠を狼鬼に奪われたことでガオポーラーとともに連れ去られ、Quest 21で魔獣召喚された。Quest 24で元のパワーアニマルに戻った。
ガオポーラー
ホッキョクグマの姿をしたパワーアニマル。パートナーはガオイエロー。ガオベアー同様Quest 9から登場。ガオベアーと共に双子の人間の少年に姿を変えていたが、ガオイエローが手に入れた、闇に咲く花の力で本来の姿を取り戻した。なお、人間態は白い服を着用。
マイナス200度の冷凍光線を口から吐き、ガオベアーと互いの手足を繋ぎ、空中回転しながら体当りする巴大車輪も使用。召喚はガオブルーが行う。
ガオゴリラ
緑のゴリラの姿をしたパワーアニマル。パートナーはガオレッド。Quest 10から登場。太古の世界にあった「聖なる森」の守護者だった。
パンチで鉄骨のタワーを曲げ、キックで50トンの戦車を1キロメートル先まで吹き飛ばす怪力と、高層ビルでも軽く登るほどの身軽さを併せ持つ。両目から赤い光線を放って地面に巨大なバナナの木を生やし、その実をバナナ型爆弾とするバナナボムという技を持つ。
ガオハンマーヘッド
紫のシュモクザメの姿をしたパワーアニマル。パートナーはガオシルバー。
ガオシャーク同様飛行能力を持ち、大岩をも粉々に噛み砕く。頭部から超音波を発することもできるが、未使用。
ガオリゲーター
濃緑のアリゲーターの姿をしたパワーアニマル。パートナーはガオシルバー。Quest 16から登場。
パワーアニマルの中でも随一の巨体を誇り、巨大な口で噛み砕き、尻尾による一撃はタンカーを真っ二つにする威力がある。水陸両方で活動可能。
ガオライノス
水色のサイの姿をしたパワーアニマル。パートナーはガオブラック。Quest 23から登場。傷を負ったガオバイソンの頼みを受け、ガオマジロと共に姿を現した。
時速300キロメートルでの突進は分厚いビルの壁を突き破る。背には、ガオマジロを乗せる。
ガオマジロ
紫のアルマジロの姿をしたパワーアニマル。パートナーはガオブラック。Quest 22で登場したが、戦列に加わったのは次のQuest 23から。最初は両目を持ったサッカーボールに偽装していた。
ダイヤモンドより強靭な甲羅を活かした体当たり攻撃を行う。「マジマジ」という鳴き声を発し、それをガオブラックが通訳することで意思を伝える。Quest 27以降、主にガオマッスルストライカーを用いる際などには、ガオイエローに召喚されるようにもなり、イエローが「ガオマジロ、キック・オフ！」と言いながら指を鳴らすことで攻撃体勢に移る場面がしばしば見られた。
ガオディアス
青緑のシカの姿をしたパワーアニマル。パートナーはガオホワイト。Quest 29から登場。気難しい性格で、ガオの巫女の歌を好む。千年前の戦いでムラサキがオルゲットの攻撃で負傷し、歌えなくなったことから、ムラサキを守りきれなかった大神を恨み、姿を消していたが、テトムの歌と月麿の笛に心動かされ、仲間に戻った。
角から光の粒子ディアスヒーリングを放ち、治療や修復を行う。ディアスヒーリングにはオルグを弱らせる効果もある。また、自身の角を模した光の錠キャプチャーリングで敵の動きを封じる。
火の鳥ガオファルコン
赤いハヤブサの姿をしたパワーアニマル。パートナーはガオレッド。Quest 31から登場。天空島の守護精霊であり、当初はアニマリウムの火山の中に眠っていたが、ファルコンサモナー入手により姿を現す。
鳥型パワーアニマルの中では最強の戦闘力を誇る。翼に隠された瞳で相手を睨みつけ、動きを封じるイカロスバインドを使用。
ガオパンダ
雑誌『てれびくん』2002年2月号の「ガオアクセスCD」のオリジナルドラマに登場した、ジャイアントパンダ型パワーアニマル。冴が作った泥の混じったガオポーラーの雪だるまがパワーアニマルに変身したものではないかと推測されているが、詳細不明。ガオベアーとガオポーラーが混ざったような外見をしている。他のパワーアニマルと違って寒さに強く、笹の葉の混じった竜巻を吐くバンブーハリケーンという技が使える。Final Questでも登場する予定があり、実際にシナリオにも登場場面が盛り込まれていたという。
ガオコング
劇場版に登場。異世界のパワーアニマル。詳しくは劇場版 百獣戦隊ガオレンジャー 火の山、吼える#パワーアニマルを参照。
ガオマウス、ガオスティングレー、ガオホース、ガオピーコック
Final Questにガオの宝珠のみだが登場したパワーアニマル。
- 劇中には未登場だが、デザイン画のみ描かれている。

ガオエイプ
玩具のみの登場となった類人猿型パワーアニマル。ガオコングのブラックバージョンとも言える仕様となっており、「スーパー戦隊アートコレクション」誌上にて限定販売された。
ゴッドパワーアニマル
千年前の先代ガオレンジャーと共に戦ったパワーアニマルたち。ガオゴッドに合体。いずれもQuest 36から登場。
ゴッドパワーアニマルのガオの宝珠は未登場で、自らの意志で現れる。
ガオレオン
黒いライオン型のパワーアニマル。鬣の色は銅色。ゴッドパワーアニマルのリーダーで、鋭い爪と牙が武器。
ガオコンドル
青いコンドル型のパワーアニマル。急降下しつつ嘴で敵を貫く。
ガオソーシャーク
紅色のノコギリザメ型のパワーアニマル。水空両生。ノコギリ状の鼻先が武器。
ガオバッファロー
茶色のバッファロー（スイギュウ）型のパワーアニマル。荒々しい性格で、大きな角で敵を弾き飛ばす。
ガオジャガー
金色のジャガー型のパワーアニマル。瞬発力を活かして敵に飛び掛かり、鋭い爪で引き裂く。回転攻撃も得意。
スペック
数値は特記のない限り『百獣戦隊ガオレンジャー超全集』に基づく。
| 名称               | 全長                         | 全高                        | 全幅    | 重量                               | 最高速度                                      |
| ------------------ | ---------------------------- | --------------------------- | ------- | ---------------------------------- | --------------------------------------------- |
| ガオライオン       | 35 m                         | 21.5 m                      |         | 1,120 t                            |                                               |
| 巨大ガオライオン   | 87 m                         | 53.5 m                      | 3,800 t |                                    |                                               |
| ガオイーグル       | 30 m                         |                             | 43 m    | 420 t                              | 飛行速度：マッハ3                             |
| ガオシャーク       | 32 m                         | 17 m                        |         | 790 t                              | 飛行速度：マッハ2                             |
| ガオバイソン       | 37.5 m                       | 24.5 m                      | 1,900 t |                                    |                                               |
| ガオタイガー       | 31 m                         | 19.5 m                      | 770 t   |                                    |                                               |
| ガオウルフ         | 33 m                         | 21.5 m                      | 800 t   |                                    |                                               |
| ウルフローダー[62] | 2.1 m                        | 1.2 m                       | 0.8 m   |                                    | 最高スピード：350 km/h                        |
| ガオエレファント   | 39 m                         | 25 m                        |         | 2,000 t                            | 走行速度：200 km/h                            |
| ガオジュラフ       | 28.5 m                       | 38 m                        | 860 t   |                                    |                                               |
| ガオベアー         | 28 m                         | 17.5 m                      | 980 t   |                                    |                                               |
| ガオポーラー       | 28 m                         | 17.5 m                      | 980 t   |                                    |                                               |
| ガオゴリラ         | 24.5 m                       | 28 m                        | 1,200 t |                                    |                                               |
| ガオハンマーヘッド | 34 m                         | 17 m                        | 800 t   | 飛行速度：マッハ2.5                |                                               |
| ガオリゲーター     | 80 m                         |                             | 32 m    | 5,000 t                            | - 走行速度：200 km/h - 水中移動速度：400 km/h |
| ガオライノス       | 40.5 m                       | 24.5 m                      |         | 2,000 t                            | 走行速度：300 km/h                            |
| ガオマジロ         | - 12 m - 8 m（丸まった状態） | - 7 m - 8 m（丸まった状態） | 180 t   | 丸まった状態での突進速度：400 km/h |                                               |
| ガオディアス       | 27 m                         | 36.5 m                      | 840 t   |                                    |                                               |
| ガオファルコン     | 72 m                         |                             | 80 m    | 900 t                              |                                               |
| ガオパンダ[63]     | 30 m                         | 20 m                        |         | 800 t                              | 走行速度：80 km/h                             |
| ガオレオン         | 37 m                         | 21.5 m                      | 1,150 t |                                    |                                               |
| ガオコンドル       | 35 m                         |                             | 43 m    | 440 t                              |                                               |
| ガオソーシャーク   | 36 m                         | 17 m                        |         | 800 t                              |                                               |
| ガオバッファロー   | 38 m                         | 28 m                        | 2,000 t |                                    |                                               |
| ガオジャガー       | 31 m                         | 20 m                        | 750 t   |                                    |                                               |
| ガオコング         | 24.5 m                       | 28 m                        | 1,250 t |                                    |                                               |

### 精霊の王
複数のパワーアニマルが百獣合体の合図で合体して誕生する巨人。ガオの巨人とも呼ばれており、精霊の王ごとに別名がある。腕や脚を構成するパワーアニマルを入れ替えることで様々な形態にパワーアップする形態を百獣武装という。この武装はマルチ合体と呼ばれ、後のシリーズでも定番となる。
魔獣時の合体は魔獣合体で、換装も魔獣武装と呼ばれる。
ゴッドパワーアニマル同士の合体は神獣合体だが、百獣武装は行わなかった。
- 当初は21世紀最初の作品であることから、21体の動物[注釈 17]が合体するというアイデアが出たが、後に「百獣合体」というネーミングとなった[14]。

#### ガオキング
Quest 2から登場。ガオライオン、ガオイーグル、ガオシャーク、ガオバイソン、ガオタイガーが百獣合体した精霊の王。バランスの良さと技主体の戦闘を展開。ガオレンジャー（初期メンバー）は合体状態のガオライオンに一体化して、コクピット空間に転送。コントロールパネルに獣皇剣をセットして「ライズアップ」の合図で人型のガオキングに変形する。ソウルバード誕生後はガオレンジャーが一体化する前にガオキングの姿になり、ガオレンジャーを乗せたソウルバードが背中から一体化するソウルドライブによって2倍のパワーになる。Quest 50のセンキ戦ではパワーアニマルたちの意思だけで合体・戦闘を行った。
武器はガオシャークの尾びれが変形した剣フィンブレード。使用時にはガオキングが牙を剥き、怒りの表情になることもある。
通常技は、右パンチのシャークショットと左パンチのタイガーアタック。両足からはバイソンキック、きりもみ回転しながら連続キックを決めるダブルバイソンキックを放つ。
必殺技は5体のパワーアニマルの口からガオソウル光線を同時に放つ天地轟鳴アニマルハート。ソウルバード融合時はソウルバードの機首が変形した主砲の力も加えた強化版の天地轟鳴スーパーアニマルハートを使用。逆立ちした状態からアニマルハートを放つ天地逆転リバースアニマルハートやフィンブレードからビームを発射する怒涛一閃サージングアローを使用したこともある。『百獣戦隊ガオレンジャーVSスーパー戦隊』では歴代スーパー戦隊の1号ロボのスーパー戦隊魂を込めて、強化されたスーパーアニマルハートを放った。
猛獣使いオルグ、モニターオルグといった操り能力を持ったオルグ魔人に操られ、Quest 45ではテトムを人質にしたヤバイバにムーンウォークを強要され、『ハリケンジャーVSガオレンジャー』ではジャカンジャが変身した偽ガオレンジャーに操縦されるなど、敵に利用されることもあった。
ガオキングソード&シールド
Quest 5から登場。ガオエレファントを百獣武装した姿。
ガオエレファントは剣と盾になり、鼻と下半身はエレファントソード、鼻以外の顔と上半身はエレファントシールドを形成。攻撃力と防御力が同時に向上。
通常技は独楽の様に回転しながら連続で斬り付けるエレファントソード回転斬り（ヤバイバが命名）。
必殺技は鞭のように伸ばしたエレファントソードで敵を袈裟斬りにする豪力両断イビルクラッシャー。
ガオキングスピアー
Quest 7から登場。ガオジュラフを百獣武装した姿。
ガオジュラフは槍のジュラフスピアーとなり、ガオシャークの代わりに右腕を形成。防御力の高い敵との戦いを得意とする。
必殺技はジュラフスピアーの刃先を伸ばして敵を貫く悪鬼貫徹ネックスラスト。
Vシネマ『ハリケンジャーVSガオレンジャー』ではジャカンジャが変身したガオレンジャーが使用して、轟雷神に勝利した。
ガオキングダブルナックル
Quest 9から登場。ガオベアーとガオポーラーを百獣武装した姿。
ガオベアーは左腕のベアーナックル、ガオポーラーは右腕のポーラーナックルになり、ガオタイガーとガオシャークの代わりに両腕を形成。パンチ力は通常のガオキングの3倍となる。電磁波も弾き返す。出力が高すぎてコアであるガオライオンのガオソウルを大量に消耗してしまう弱点があったが、ソウルバードと合体するようになったことで克服された。
必殺技は、冷凍光線と火炎光線を同時に噴射する氷牙炎滅ベアーストライク。
ガオキングアナザーアーム
Quest 28から登場。ガオウルフとガオハンマーヘッドを百獣武装した姿。
ガオウルフはガオタイガーの代わりに左腕、ガオハンマーヘッドはガオシャークの代わりに右腕を形成。ガオハンターのパンチ技が使える。
必殺技は独楽の様に回転しながらガオマジロをボウリングの球に見立てて投げる超速回転トルネードガオマジロスピン。
ボーリングオルグ戦でガオキングとガオハンターが負傷した際、互いに戦闘続行可能なパワーアニマル同士を合体させて誕生した。初登場時はナレーションに「まだ、（名前が）ありません」と言われ、レッドは少し戸惑った後「バージョン違い・ガオキング」と呼称した。ガオキングアナザーアームの名は、その次の回から呼称されるようになるが、ガオレンジャーではなく、ナレーションによって命名された。
ガオキングストライカー
Quest 23から登場。ガオライノスとガオマジロを百獣武装した姿。
ガオライノスは下半身、ガオマジロは右足爪先となり、ガオバイソンの代わりに下半身を形成。キック力と走力にも優れ、地上を高速走行することができる。
通常技は空中から両足で連続キックを放つライノスキック。
必殺技はガオマジロをドリブルしてから左足で蹴り飛ばす強蹴一閃ライノシュート。
ガオキングクロスホーン
Quest 29から登場。ガオディアスを百獣武装した姿。
ガオディアスはハサミのディアスシザースとなり、ガオタイガーの代わりに左腕を形成。邪気浄化・拘束・治療・修復といった通常攻撃以外での使用を主としている。
通常技は光の錠で敵の動きを封じるキャプチャーリング。
必殺技は巨大なシャボン玉で敵を包みこんで邪気を浄化・消滅させる清輝顕現バブルキャプチャー。
ガオキングスピアー&ウルフ
Quest 29に登場。ガオウルフとガオジュラフを百獣武装した姿。劇中ではアナザーアームの状態から右腕を換装している。
この百獣武装形態は劇中で名前が語られていないため、正式名称が不明であり、「ガオキングスピアー&アナザーアーム・ウルフ」とも呼ばれている。悪鬼貫徹ネックスラストを使用。
ガオキングスピアー&シールド
Quest 38に登場。ガオエレファントとガオジュラフを百獣武装した姿。劇中ではソード&シールドの状態から右腕を換装している。
猛獣使いオルグに操られたときの姿であり、ガオマッスルストライカーに向かって、正義貫徹ネックスラスト（ヤバイバ命名）やエレファントシールドで殴りつけるシールドアタック（ヤバイバ命名）を使用。
ガオキングスピアー&ナックル
Quest 38に登場。ガオジュラフとガオベアーを百獣武装した姿。劇中ではスピアー&シールドの状態から左腕を換装している。
猛獣使いオルグに操られたときの姿であり、ベアーナックルでラリアットを決めるガオキングラリアット（ヤバイバが命名）とベアーナックルから火炎光線を放つベアーストライクを使用。

#### ガオマッスル
Quest 10から登場。ガオイーグル、ガオバイソン、ガオベアー、ガオポーラー、ガオゴリラが百獣合体した筋肉巨神（怪力巨神）。怪力と耐久力を活かした肉弾戦を行う。
武器は鎖付きの錨マッスルアンカー、両肩には左右に四門ずつ計8門のビーム砲マッスルクラッカーを備える。
通常技は敵を両腕で締め付けるマッスルベアハッグ、両足できりもみ回転キックを放つバイソンキック。
必殺技は左腕→右腕の順で力を高めたラリアットを叩き込む剛力無双マッスルラリアット。ガオキングダブルナックルと同様に氷牙炎滅ベアーストライクも使用。
Quest 20で狼鬼にガオベアーとガオポーラーを奪われたことで一時期合体不可になるが、2体が戻ってきた後はガオマッスルストライカーとして運用されることが多くなったことで通常のガオマッスルは第3クールには登場せず、第4クールのQuest 44において24話ぶりに通常のガオマッスルが登場した。
劇中に登場する合体以外に、両腕をガオタイガー・シャークに換装した形態ガオマッスルアナザーアームの特写が存在する。
ガオマッスルストライカー
Quest 27から登場。ガオライノスとガオマジロを百獣武装した姿。
通常技は、きりもみ回転しながら空中から突撃して連続パンチを食らわすストライカーボンバー。
必殺技は、ガオマジロをサッカーのPKの要領で蹴り飛ばして分身もさせる強蹴爆砕ライノシュート。氷牙炎滅ベアーストライクも使用。
ガオマッスルストライカークロスホーン
Quest 38に登場。 ガオマッスルストライカーの状態からガオディアスを百獣武装した姿。
猛獣使いオルグがガオキングを操って様々な百獣武装をさせた際、それに対抗する形でこの百獣武装を行った。単体技としてディアスヒーリングを、ガオキングスピアー＆ナックルとの協力技として氷牙炎滅ベアーストライクを使用。
ガオマッスルストライカースピアー
Quest 47に登場。ガオライノスとガオマジロおよびガオジュラフを百獣武装した姿。
蒸気機関オルグとの戦いでガオハンターのピンチを救うために使用されたが、腕を換装するシーンは映らず、名称も呼ばれなかった。悪鬼貫徹ネックスラストを使用。

#### ガオハンター
ガオウルフ、ガオハンマーヘッド、ガオリゲーターが百獣合体または魔獣合体した守護巨人。
武器はガオリゲーターの尾とガオハンマーヘッドの尾を繋ぎ合わせたリゲーターブレード、ガオウルフの尾であるクレセントブーメラン。
通常技は、右手のガオハンマーヘッドで殴るハンマーショット、左手のガオウルフで殴りつけるウルフアタック。
必殺技は胸のガオリゲーターの口から強力なガオソウル光線を放つ天地震撼ビーストハリケーン。ガオマッスルの氷牙炎滅ベアーストライクと同等の威力を持つ。
- DX玩具の商品名ならびにパッケージは物語の展開に合わせて2種類存在しており、発売当初は「魔獣合体ガオハンター」仕様のものが、後に「百獣合体ガオハンター」仕様がそれぞれ発売された[49]。

ガオハンターイビル
Quest 17から登場。魔獣合体によるガオハンターにして邪なる王（）。一本角を生やした狼の顔をした魔獣フェイスを展開。狼鬼が操縦し、コクピットにはガオの宝珠をはめ込んだ魔笛を置く。
イビル独自の技は、リゲーターブレードに邪気を込めて斬りつけるリゲーターブレード魔性十六夜斬り（）。また、リゲーターブレードから緑色の稲妻を放射できる。
魔獣化させたパワーアニマルとの魔獣武装も行う。
千年前の戦いにおいて、シロガネは闇狼の面をつけて体内に邪気を取り込むことでガオハンターを誕生させたが、その代償として百鬼丸撃破直後にシロガネは狼鬼に変貌し、ガオハンターも魔獣化してしまった。
ガオレンジャーとの戦いの末、何度かガオキングを苦しめたが、Quest 23でガオキングストライカーに敗れ、次のQuest 24でガオハンタージャスティスに転生した。だがQuest 30において千年の邪気により再びイビルと化し、無人のままでガオキングと一戦を交えた。最終的にはシルバーが邪気を追い払ったことでジャスティスに戻る。
ガオハンタースピアー
Quest 18に登場。ガオハンターイビルが魔獣時のガオジュラフを魔獣武装した姿。
必殺技は邪悪なエネルギーで貫く精霊貫徹ネックスラスト。
ガオハンターダブルナックル
Quest 21に登場。ガオハンターイビルが魔獣時のガオベアーとガオポーラーを魔獣武装した姿。
必殺技は邪悪な冷凍光線と火炎光線を放つ精霊炎滅ベアーストライク。
ガオハンタージャスティス
Quest 24から登場。百獣合体によるガオハンターにして荒ぶる狩人。ガオハンターイビルの頭部から一本角が消えて、狼の顔も変形し、人のような顔をしたヒューマンフェイスを展開。ガオシルバーが操縦し、コクピットにはガオハスラーロッドを突き立てる。
ジャスティス独自の技は、リゲーターブレードで三日月を描き、その中心をエネルギーを集めたリゲーターブレードをドリルのように回転させて突撃する悪鬼突貫リボルバーファントム、ガオマジロをビリヤードのボールのようにリゲーターブレードで打ち出すハンター聖獣球（）。どちらも必殺技であるが、後者が決め手になったのは、カラオケオルグ戦のみ。
ガオの巨人同士の合同技では、ガオキングストライカーの右腕とガオハンタージャスティスの左腕を合わせて作り出したエネルギー弾獣神一体アニマルバースト、ガオゴッドの神獣荒神剣とガオハンタージャスティスの悪鬼突貫リボルバーファントムによる同時攻撃ダブルゴッドインパクトを使用。
ジャスティスになってからは一度も百獣武装は行っていないが、行うことは可能。
ガオハンターブルームーン
Quest 40に登場。ガオハンタージャスティスが青き月のエネルギーを受けて、10倍にパワーアップした奇跡の姿。出力は5億5,000万馬力。腕以外の部分（ガオリゲーター）が青に変色している。
通常技はハンマーショットの10倍の威力を誇るブルーハンマーショット、ウルフアタックの10倍の威力を誇るブルーウルフアタック、リゲーターブレードから放つリゲーターブレード三日月斬り。
必殺技はビーストハリケーンの強化版月下咆哮ブルームーンハート。
凄まじいパワーを発揮する反面、この形態はガオシルバーとパワーアニマルのガオソウルを著しく消耗させる。ブルームーンに変化した後、ガオシルバーとガオウルフたちは一時期戦闘には参加できず、ブルームーンの登場も一度限りだった。
- 後に「百獣合体DXガオハンター特別版ガオリゲーターブルーバージョン」として商品化された。

#### ガオイカロス
Quest 31から登場。ガオジュラフ、ガオライノス、ガオマジロ、ガオディアス、ガオファルコンが百獣合体した天空の精霊の王（天空の精霊王）。その名の通り、背中の巨大な翼で自在に空を舞う。
翼は飛行以外でも使われ、翼に備わった巨大な目からは拘束光線イカロスバインドを放ち、翼を体の前面に畳むことで防御強化のディフェンスモードになる。
必殺技は上空高く舞い上がり、オーバーヘッドキックでガオマジロを蹴り飛ばす究極天技イカロスダイナマイト。左腕のディアスシザースで敵を持ち上げ、回転させて投げ飛ばす天地逆転ホーンクラッシュ。ガオキングストライカー同様に強蹴一閃ライノシュートも使用。劇中未使用であるが、神魂飛翔イカロスシュートという必殺技も存在する。
ガオイカロスアナザーフット&アーム
Quest 47に登場。ガオバイソン、ウルフ、ハンマーヘッドと百獣武装した姿。「新たなる天空の精霊王」とも呼ばれている。
通常技は空中連続蹴りバイソンキック。翼からはビームを発射。
必殺技は、クレセントブーメランを投げてから、リゲーターブレードでクレセントブーメランの後部を突くように敵を貫く悪鬼撃滅イカロスブレイカー。
最強にして最後の二本角オルグ・蒸気機関オルグとの戦いでほとんどのパワーアニマルたちが傷ついたとき、戦う力を残していた数少ないパワーアニマルで編み出した究極形態。初期メンバー5人とガオシルバーの計6人で搭乗。通常のガオイカロス以上の力を発揮し、蒸気機関オルグを倒した。

#### ガオケンタウロス
Quest 43・44に登場。巨大ガオライオン、ガオシャーク、ガオタイガー、ガオエレファント、ガオファルコンが合体した巨人。大いなる勇者や偉大なる聖者とも呼ばれている。
その名の通り、ケンタウロスのように人馬一体の姿をしており、陸と空に加え、鬼霊界に行き来することも可能。初登場時はガオレンジャー不在のままで合体し、鬼霊界内のガオレンジャーを救出した。
必殺技は、イカロスバインドで敵の動きを封じ、空中から急降下してエレファントソードで連続斬りを行う究極剣技 獣王の舞。また、実現には至らなかったが、ガオゴッドから渡されたパワーボウを使用する場面も予定されていた。
テトムの卵焼きの効果が切れ、ガオライオンが元の大きさに戻ったため、この形態は2回のみの登場に留まったにもかかわらず、終盤のオープニングに1カットだけ登場している。

#### ガオゴッド
5体のゴッドパワーアニマルが神獣合体した巨大なる神で、ガオキングに近似したフォルムを有する。人語を話し、自らの意思で先代ガオの戦士と共に戦った。また基本的にパイロットを必要としないが、他の精霊王とは異なる構造のコックピット空間は存在しており、劇場版ではガオシルバーを乗せて戦っている。
千年前の百鬼丸との戦いで敗北したことで消滅して、魂だけの状態になりながらも、Quest 21から現代に姿を現し、狼鬼を説得したり、ウラ究極態との戦いで戦死した鷲尾たちに復活のための試練を与えるなど、現代のガオレンジャーを支援していた。 Quest 31において鷲尾たちと共に蘇生を果たすが、ガオレンジャーにそのことは告げず、風太郎に姿を変えて活動。Quest 36において復帰戦を飾った。テトムからは「荒神様」、ガオシルバーからは「千年の友」とも呼ばれている。温厚ではあるが、ガオレンジャーに試練を与える際やオルグに対しては厳格な面も見せた。
通常武器・技は頭のツノを取り外して変形させた弓のパワーアローを手持ち武器とし、右腕のガオソーシャークのノコギリに神獣のガオソウルを込めて敵を真一文字に斬る神獣荒神剣（）も使用。
必殺技は、パワーアローに右手のノコギリを矢のようにつがえてから誘導式の光の矢を放つ天誅 パワーアロー。ガオキングの天地轟鳴アニマルハートと同種の必殺技ゴッドハートも使える。
- 玩具としては、キャンペーンアイテムとして「百獣合体DX超合金ガオゴッド」が作られ、後にペイント処理されていた箇所が成型色に変更されたバージョンが一般流通で販売された[49]。

#### ガオナイト
劇場版にのみ登場した炎の精霊騎士。詳しくは劇場版 百獣戦隊ガオレンジャー 火の山、吼える#精霊王を参照。
- ガオパンダと同様にFinal Questのシナリオ段階では登場予定があったが、実現には至らなかった[73]。

### スペック
数値は特記のない限り『百獣戦隊ガオレンジャー超全集』に基づく。
| 名称                                | 全長   | 全高    | 全幅    | 重量                  | スピード    | 出力                                              |
| ----------------------------------- | ------ | ------- | ------- | --------------------- | ----------- | ------------------------------------------------- |
| ガオキング                          | 60 m   |         | 34 m    | 5,000 t               |             | 通常時：2,000万馬力 ソウルドライブ時：4,000万馬力 |
| ガオキングソード&シールド           | 60 m   |         | 7,000 t |                       |             |                                                   |
| ガオキングスピアー                  | 60 m   | 5,070 t |         |                       |             |                                                   |
| ガオキングダブルナックル            | 60 m   | 5,400 t |         |                       |             |                                                   |
| ガオキングストライカー              | 63 m   | 34 m    | 5,280 t | 2,500万馬力           |             |                                                   |
| ガオキングクロスホーン              | 60 m   | 34 m    | 5,140 t |                       |             |                                                   |
| ガオマッスル                        | 61.5 m | 50 m    | 5,480 t | 5,000万馬力           |             |                                                   |
| ガオマッスルストライカー            | 60 m   | 42 m    | 5,760 t | 5,500万馬力           |             |                                                   |
| ガオハンター（イビル/ジャスティス） | 62 m   | 36 m    | 6,600 t | 5,500万馬力           |             |                                                   |
| ガオハンターブルームーン            | 62 m   | 36 m    | 6,600 t | 5億5,000万馬力        |             |                                                   |
| ガオイカロス                        | 70 m   | 80 m    | 4,790 t | 最高飛行速度：マッハ7 | 7,000万馬力 |                                                   |
| ガオイカロスアナザーフット&アーム   |        |         |         |                       | 7,700万馬力 |                                                   |
| ガオケンタウロス                    | 78 m   | 87 m    | 80 m    | 8,260 t               | 8,500万馬力 |                                                   |
| ガオゴッド                          | 65 m   |         | 36 m    | 5,140 t               | 不明        |                                                   |
| ガオナイト                          |        | 61.5 m  | 39 m    | 7,130 t               | 6,000万馬力 |                                                   |

### 合体・組み合わせ表
| 百獣合体名                                        | 構成1 （上半身） | 構成2 （頭部または腹部） | 構成3 （下半身）        | 構成4 （右腕）     | 構成5 （左腕） | 構成6 （武装）   |
| ------------------------------------------------- | ---------------- | ------------------------ | ----------------------- | ------------------ | -------------- | ---------------- |
| ガオキング                                        | ガオライオン     | ガオイーグル （頭部）    | ガオバイソン            | ガオシャーク       | ガオタイガー   | -                |
| ガオキング ソード&シールド                        | ガオライオン     | ガオイーグル （頭部）    | ガオバイソン            | ガオシャーク       | ガオタイガー   | ガオエレファント |
| ガオキング スピアー                               | ガオライオン     | ガオイーグル （頭部）    | ガオバイソン            | ガオジュラフ       | ガオタイガー   | -                |
| ガオキング ダブルナックル                         | ガオライオン     | ガオイーグル （頭部）    | ガオバイソン            | ガオポーラー       | ガオベアー     | -                |
| ガオキング ストライカー                           | ガオライオン     | ガオイーグル （頭部）    | ガオライノス            | ガオシャーク       | ガオタイガー   | ガオマジロ       |
| ガオキング アナザーアーム                         | ガオライオン     | ガオイーグル （頭部）    | ガオバイソン            | ガオハンマーヘッド | ガオウルフ     | -                |
| ガオキング スピアー&ウルフ                        | ガオライオン     | ガオイーグル （頭部）    | ガオバイソン            | ガオジュラフ       | ガオウルフ     | -                |
| ガオキング クロスホーン                           | ガオライオン     | ガオイーグル （頭部）    | ガオバイソン            | ガオシャーク       | ガオディアス   | -                |
| ガオキング スピアー&シールド                      | ガオライオン     | ガオイーグル （頭部）    | ガオバイソン            | ガオジュラフ       | ガオタイガー   | ガオエレファント |
| ガオキング スピアー&ナックル                      | ガオライオン     | ガオイーグル （頭部）    | ガオバイソン            | ガオジュラフ       | ガオベアー     | -                |
| ガオマッスル                                      | ガオゴリラ       | ガオイーグル （腹部）    | ガオバイソン            | ガオポーラー       | ガオベアー     | -                |
| ガオマッスル ストライカー                         | ガオゴリラ       | ガオゴリラ               | ガオライノス            | ガオポーラー       | ガオベアー     | ガオマジロ       |
| ガオマッスル ストライカー クロスホーン            | ガオゴリラ       | ガオゴリラ               | ガオライノス            | ガオポーラー       | ガオディアス   | ガオマジロ       |
| ガオマッスル ストライカー スピアー                | ガオゴリラ       | ガオゴリラ               | ガオライノス            | ガオジュラフ       | ガオベアー     | ガオマジロ       |
| ガオハンター イビルor ジャスティスor ブルームーン | ガオリゲーター   | ガオリゲーター           | ガオリゲーター          | ガオハンマーヘッド | ガオウルフ     | -                |
| ガオハンターイビル スピアー                       | ガオリゲーター   | ガオリゲーター           | ガオリゲーター          | ガオジュラフ       | ガオウルフ     | -                |
| ガオハンターイビル ダブルナックル                 | ガオリゲーター   | ガオリゲーター           | ガオリゲーター          | ガオポーラー       | ガオベアー     | -                |
| ガオイカロス                                      | ガオファルコン   | ガオファルコン           | ガオライノス            | ガオジュラフ       | ガオディアス   | ガオマジロ       |
| ガオイカロス アナザーフット&アーム                | ガオファルコン   | ガオファルコン           | ガオバイソン            | ガオハンマーヘッド | ガオウルフ     | -                |
| ガオケンタウロス                                  | ガオファルコン   | ガオファルコン           | ガオライオン （巨大化） | ガオシャーク       | ガオタイガー   | ガオエレファント |
| ガオゴッド                                        | ガオレオン       | ガオコンドル （頭部）    | ガオバッファロー        | ガオソーシャーク   | ガオジャガー   | -                |
| ガオナイト                                        | ガオコング       | ガオイーグル （腹部）    | ガオバイソン            | ガオシャーク       | ガオタイガー   | ガオエレファント |

### 拠点
ガオズロック
ガオレンジャー初期の5人とテトムの住居である亀のイメージをした大岩。内部には戦士たちの個室と、会議や食事などに使用する広間がある。この広間にはガオの泉と呼ばれる聖なる泉があり、オルグの衝動を察知した時に水しぶきがあがり、ガオレンジャーたちにオルグ出現を知らせる。この水しぶきの大きさでオルグの持つ邪悪な衝動の強弱を計ることもできる。泉の中はテトムの睡眠スペースでもある。また、泉の水はオルグが触れるとダメージを負ってしまう。
ガオズロックは、飛行して移動することが可能で、オルグが関わる事件の場所を突き止めた時その地区へ飛行し、到着後にガオレンジャーたちはオルグ探索を始める。
外壁はとても頑丈であるため、Quest 44でラセツの攻撃を受けたが原形は留めており、内部が大きく荒れる程度に済んだ。またQuest 50では、巨大化したセンキに体当たり攻撃を仕掛けている。
Final Questで、使命を終えたテトムを乗せて月へ飛び立って行った。
- 本作品のパーマネントセットである広間には、カポックで造形された岩の一部にラメ調の反射体が散りばめられており、神秘的なイメージを表現している。

天空島アニマリウム
天空に浮かぶ巨大な浮遊島で、パワーアニマルたちが暮らしている。島内の肥沃な大地は環境汚染が全くなく、暖かな日光と清らかな水、緑など豊かな自然環境に恵まれているためパワーアニマルたちにとって最高の楽園である。ガオレンジャーの面々も、ガオズロックからテレポートしてここへやってくることができる。
Quest 50において、攻め込んできたセンキにここに住んでいたパワーアニマルたちが全て一時的に消滅させられると同時に、島全体も攻撃され墜落するかと思われたが、Final Questのラストシーンではセンキが倒された影響か元通りに戻っていた。

## オルグ
この世に漂う邪悪な思念や衝動が持つパワーが実体化した魔物。古来から「鬼」「デーモン」「オーガ（ogre）」などと呼ばれて郷土信仰や民話に登場した存在で、オルグを放っておけば地球は重い病に陥り、あらゆる生命体は絶滅してしまう。地球にとっては悪性のウイルスのような存在であり、滅ぼされたとしても、自然の力が弱まりこの世に邪気が満ちると出現し、その衝動が邪悪であれば強力なオルグが作り出される。オルグたちはいずれも生命の源である角を持っており、角の数が少ないほど高位かつ強力なオルグで、ハイネスデュークやデュークなどの上位オルグは鬼洞窟マトリックスを本拠地としている。また、角を失うと徐々に弱体化し、緑色の血を流して死んでしまう。オルグは特定の場所で誕生するわけではないので、下位のオルグ魔人は最初から組織に属しているわけではなく、ハイネスデュークもしくはデュークオルグにスカウトされるような形で組織に加入する。ほとんどのオルグは「心を持たない」と言われているものの、どこか人間臭いハイネスデュークやデュークオルグ、オルグ魔人が存在している。
- 東映プロデューサーの日笠淳は、本作品ではヒーロー側に注力するため予算の都合などもあり敵側は規模を大きくせず、強さや怖さの要素はボス格のハイネスデュークに集中させ、その部下である2人のデュークオルグは狂言回しとして位置づけたと述べている[78]。次作『ハリケンジャー』で敵幹部が増えたのは本作品が少なかった反動である一方で、狂言回しの要素は好評であったため次作でも引き継がれている[78]。

オルグマスター
オルグの神と崇められ存在のみが語られていたオルグの支配者。復活すればオルグの支配する世界が誕生すると語られていたが、実際はハイネスデュークが他のオルグを従わせるための作り話で、実在しない強大なエネルギーだけの存在。
百鬼丸（）
回想のみの登場。シルエットのみで全体像は不明。1,000年前の鬼の頭領でハイネスデュークたちの融合によって誕生した。目から放つビームでガオゴッドも倒してしまうなど実力も高いが、闇狼の面を装着し邪気を吸収したシロガネ（大神）のガオハンターイビルに滅ぼされた。
- スーツは『百獣戦隊ガオレンジャーVSスーパー戦隊』に登場したラクシャーサを改造したもの。

### ハイネスデューク
巨大な一本角を持つ、最高位のオルグ。表向きはオルグマスターの代行者であるが、実質的なオルグの支配者である。背にマントを装備している。
それぞれガオレンジャーに倒されるが、ヘルデュークオルグとなったツエツエにより3体揃ってヘルハイネスデュークとして復活。復活後は以前を上回る戦闘能力でガオレンジャーを一度敗退させるが、破邪百獣剣と修羅百鬼剣とのぶつかり合いで敗れてしまう。しかし、その後に3体の亡骸の液体が融合してセンキになる。
シュテン
全身に目玉を持つ赤いハイネスデューク。現代で最初に現れたハイネスデュークであり、凶暴で破壊衝動が強い。失敗した部下にお仕置きをすることもあり、それを楽しみにしている節もある。中心の巨大な目は多数の小さい目玉が集合している。両腕を伸ばすことができ、手から発する電撃と斧・ハイネスアックスが武器。フリーザーオルグの特攻によってガオソウルの封印に一度成功するが、ガオソウルが復活したガオレンジャーに逆襲される。オルグシードを差し込む荒技で巨大化し、ガオマッスルと激闘。最後は新生ガオキングと戦い、スーパーアニマルハートを受けて敗れた。それでもまだ生きていたが、ウラに処刑される。
- 名前の由来は酒呑童子。デザインモチーフは目のほか、鬼のイメージとして爪の要素も取り入れられている。

ウラ
Quest 14から登場。鼻と耳の合わさったような姿をした緑色のハイネスデューク。扇を武器として振るい雅を好む。マトリックスにあった丸い銅鏡も携帯しており、狼鬼の復活や遠くの風景を映し出すのに使った。日本の公家や平安貴族のような口調であり、一人称は「麿（まろ）」、口癖は「〜でおじゃる」。狼鬼を復活させた張本人で、その真の目的は千年の邪気を強力に育てて、美しい姿である究極体へ変化するためであった。ツエツエとヤバイバを牽制や陽動、消耗戦のための要員と割り切っているが、初登場時にシュテンの攻撃の巻き添えを食らった2人を回復・救助したり、功績をそれなりに評価したりしているため他のハイネスよりは良好な関係を築いている。美しいものを好み、登場当初は狼鬼にガオの宝珠を奪わせ、後にそれを利用してキマイラオルグを生み出す。また狼鬼が本来の姿に戻った後、彼が変身したガオシルバーによって倒されたかに見えたが、残された角の宝石の力で復活。これ以降は千年の邪気を利用してガオレンジャーを苦しめる。
- 名前の由来は桃太郎の話に出てくる鬼のモデルになった鬼・温羅。デザインモチーフの耳は生々しくならぬようあまり強調されていない。鼻の要素は後から加えられた。

ウラ究極体
Quest30・31に登場。度重なる戦いで強力となった千年の邪気を取り込み、ウラが変化した姿。変化前に比べて禍々しい姿となっているが、本人はこの姿を「この世で一番美しい究極の体」と自負している。鋭い鉤爪（右腕の鉤爪は柄を伸ばして手持ち武器にもなる）と放電、目から放つ光弾を武器とし、自力で巨大化して飛行形態に変形するほか、手のひらから光の刃を形成させることも可能。その実力は圧倒的で、一度はレッド・シルバーを除く4人を笑いながら殺害したほど。等身大でガオレッドのファルコンサモナーの攻撃を受けた際に巨大化。巨大戦でガオイカロスと戦った際にイカロスダイナマイトを喰らい深手を負ったことで邪気は消滅し、等身大の元の姿に戻ったところでシルバーに角の宝石を破壊され、最後は破邪百獣剣で倒される。
- デザインモチーフは耳が主体の変身前に対し、鼻が主体となっている。

ラセツ
Quest 32からQuest 44、48、49に登場。巨大な口を持つ青いハイネスデューク。頭部と胴部に二つの人格を持っており、頭部の口は女声、胴部の口は男声でしゃべる。自称「絶望の王子」。普通の食品・無機物問わず何でも喰らい文明を滅亡させようとする美食家で、特に建造物の瓦礫や子供から錬成した夢エキスジュースなどの人類の夢が詰まった食材を好む。カジヤオルグを使って獣皇剣を食器に作り替えさせようとしたり、テトムの弁当の匂いが忘れられず、テトムの手料理を食べたいがためだけに彼女を誘拐させ、彼女を専属料理人にしようとしたこともある。ガオレンジャーの各戦士を「○（各戦士の色）団子」と呼ぶ。巨大なナイフとフォーク型の槍が武器。口から伸縮自在の舌を伸ばしたり、火炎や白いガスを吐くことが可能。巨大戦でガオマッスル・ガオハンター・ガオケンタウロスと戦い、最期はガオケンタウロスの獣王の舞いで倒される。
- 名前の由来は羅刹。デザイン段階で2種類の声でしゃべることが想定されていたため、左肩に女性のような唇がつけられている。スーツは屈伸すると腰の口が開くギミックとなっている。

究極オルグ センキ
Quest 49からFinal Questに登場。ツエツエが巨大オルグシードに倒された3人のハイネスデューク（シュテン・ウラ・ラセツ）の亡骸を融合して生まれた、至高を超えたヘルハイネスデューク・オルグ王。全身に目玉、胴体に大きな顔など3人のハイネスそれぞれの外見的特徴を併せ持つ（また両手首はツエツエとヤバイバの頭部を模している）が、3人の意識が融合したわけではなく独自の自我を持っており、乱暴なハイネスたちとは違って冷静な口調で話し、落ち着いた態度を見せる。武器は3人のハイネスデュークが使用していた究極武器修羅百鬼剣（）。
肉体が破壊されても心臓部さえ残っていれば何度でも再生・復活する驚異の回復力、ガオゴッドすら圧倒する桁違いの戦闘力を持ち、天空島アニマリウムに攻め込んでパワーアニマルを全滅させた。また、ツエツエの杖を借りることで単身での巨大化が可能。最終的には復活したパワーアニマルたちとガオレンジャーの森羅万象・天地轟鳴・百獣アニマルハートで肉体が消滅し、残された心臓は破邪百獣剣で粉砕された。

### デュークオルグ
一本角のオルグ。ハイネスデュークに次ぐ実力の持ち主で、中間管理職的な役割を担う。
ツエツエ
ヤバイバとともに行動するデュークオルグ。ハイネスデュークをサポートするが、失敗してお仕置きされたり、ガオレンジャーに毎回叩きのめされたり、他のデュークオルグに先を越されたりと何をやってもうまくいかず恵まれない苦労人。ただし、ガオレンジャーの各戦士1人ずつならヤバイバと2人掛かりとはいえ倒せる実力は持っており、明らかにオルゲットよりは強い。角でオルグの波動を感じ取れる。ハイネスに対する忠誠心は非常に強い。容姿が人間に近いため変装をすることも多く、さらにハイネスデュークの力によってオニヒメや装甲形態など強化変身も複数経験している。
杖からオルグシードを撒いて、「オルグシードよ! 消えゆかんとする邪悪に、再び巨大なる力を! 鬼はー内、福はー外ー!!」の掛け声とともに倒れたオルグを巨大化復活させる。このほか、杖から破壊光線や相手を拘束する電撃、オルグ魔人を洗脳する効果を持つ邪気を放つことも可能。戦闘ではガオホワイトと「小娘」、「おばさん」と罵り合いながら戦うのが定番。
ラセツに破邪百獣剣の盾にされ命を落とし鬼地獄に堕ちるが、ヤバイバの手によって鬼地獄の宝物や倒された3人のハイネスデュークとともに復活。3人のハイネスデュークを復活させたほうびに与えられた宝石を装着してオルグの巫女となり、倒されたハイネスデュークの亡骸を融合させて作った結晶体をオルグの秘法でセンキの心臓に変え、センキへと生まれ変わらせる。
そのセンキが敗れたことを受けてマトリックスへ逃げ帰るも、ヤバイバと共にその崩落に巻き込まれる。
- デザインイメージは魔女。前作『タイムレンジャー』のリラとの差別化から年齢を上げたイメージとなり露出を控えている。

オニヒメ
Quest 25に登場。死んだウラの一部から光を浴びてツエツエが一時的にハイネスデュークになった姿。
- デザインはツエツエをベースにウラとの共通性も意識されている。

装甲ツエツエ
Quest 27から31に登場。ツボオルグ誕生のために浴びせた千年の邪気が飛び散ったことで、ツエツエが千年の邪気を得て強化された姿。オニヒメに酷似した姿となり、他のオルグ同様凶悪な顔つきとなる。攻撃力と防御力が向上し、ガオレンジャーとも互角に渡り合えるようになったが、ウラの死後ほどなくして元の姿に戻ってしまう。
- デザインはオニヒメの意匠が踏襲されている。頭部両脇の爪はシュテンと同様の形状である。

その他の作品への登場
『忍風戦隊ハリケンジャーVSガオレンジャー』
ヤバイバとともに生き残りとして登場。しかし、ガオレンジャーに倒され、これによりオルグは完全に滅び去った。なお、杖は元のままに戻っていた。
『轟轟戦隊ボウケンジャーVSスーパー戦隊』
時の魔神クロノスの力で復活した3人の邪悪な巫女の1人として登場。蘇生の際、ヤバイバの名前を呼びかけていた。ガジャを「おっさん」呼ばわりするが、ボウケンイエローに「おばさん」呼ばわりされてしまう。

ヤバイバ
人間が恐慌する様を好む反面、ひょうきんな性格のデュークオルグ。ツエツエとの中間管理職コンビでハイネスを精一杯サポートするが、恵まれていない。1本の剣と、破壊光線も撃てる2本のナイフが武器。戦闘ではしばしばガオイエローと戦うが、ガオレンジャーには「弱い」と完全に軽く見られている。ガオホワイトと罵り合いながら戦うツエツエと異なり、ガオイエローの実力を買っており、仲間に誘おうとしたこともあった。ラセツが復活した際には反感を見せるなどツエツエと比べるとハイネスに対する忠誠心はやや薄い反面、相棒であるツエツエに対する思いやりは強く、ツエツエがラセツに使い潰された際には憤りを見せ、前述のように彼女の復活のために奔走した。Quest 37では、弟分のジャグリングオルグのピンチに自分でオルグシードを食べて巨大化。だが、ガオレンジャーにジャグリングオルグは倒され、その仇を討とうとするも、オルグシードの制限が消えて元に戻ってしまった。ツエツエと同じく変装をすることもあり、基本的に本来の姿の上から各種衣装を纏うのみだが、バスオルグを用いた作戦ではピエロ風メイクをしたバス運転手の人間態に化けた。ピンチになると出る「これは（こいつは）ヤバイバ〜!」が口癖。
ツエツエと同じ理由でマトリックスへ逃げ帰るも、その崩落に巻き込まれた。
- デザインモチーフはピエロ。笑いながら襲いかかるようなピエロの怖さが意識されている。

装甲ヤバイバ
Quest 27から31に登場。ヤバイバが千年の邪気を得てパワーアップした姿。顔つきがより凶悪になり、素早さとナイフの腕前が大幅に上がった他、折れたツエツエの杖を食べて体内に取り込みオルグシードを口から吐き出す能力も見せたが、こちらもウラの死後ほどなくして元の姿に戻ってしまった。本人はこの姿を結構気に入っていた模様。
- デザインはヤバイバのディテールを大袈裟なものにして魔の要素が強くなったことを表現している。

『忍風戦隊ハリケンジャーVSガオレンジャー』
ツエツエとともに生き残りとして登場。

狼鬼（）
Quest 14 - 23、26に登場。千年前に先代ガオレンジャーに封印されたデュークオルグ。ウラの手によって封印から解放され、千年前の遺恨から独自にガオレンジャーを狙う。全身を黒い鎧で固めており、狼のような顔を持つ。額にはオルグの証である一本角が生えている。ツエツエとヤバイバに敗れて気絶したホワイトを手当てしたり、野良犬をかわいがったりするなど、オルグらしからぬ行動をとることがある。武器は三日月型の黒い刀三日月剣。必殺技は三日月剣を振り抜くことで大型の光刃を飛ばすムーンライトソニックと、三日月剣を∞を描くように振り回すことで小型の光刃を連射するクレセントウェーブ。絶大な戦闘力を誇り、ガオレンジャーを苦しめた。ガオの宝珠を握りしめて邪気を込めることでパワーアニマルを魔獣に変えることができ、三日月型の黒い横笛魔笛に宝珠をセットして奏でることで魔獣を操る。最初から所持していたガオウルフ・ガオハンマーヘッド・ガオリゲーターの宝珠は邪気によって3つともセピア色となっている。魔笛は小刀としても使える。オルグシードと同じ効力を持つウルフシードも所持している。
実は彼の正体は純粋なオルグではなく千年前のガオの戦士・シロガネ（大神）であった。千年前の記憶を喪失していたが、度重なるガオゴッドの呼びかけによって徐々に自分の存在に疑問を抱き始め、そのことを危惧したウラによって記憶を操作する『オルグ羽虫』を体内に埋め込まれる。その後、ガオゴッドの手助けによって人間に戻ることができた。月齢の影響により、新月の時には人間に戻り、また満月の時には最大の力を発揮することができる。また、当初はハイネスデュークであるウラには従わず、単独行動が目立っていたが、ウラが記憶操作を強めた際にはウラのことを「ウラ様」と呼び跪きながら宝珠を差し出し、ツエツエとヤバイバを驚愕させた。大神から分離した邪気となってからは徐々に力を強め、一度は大神が使った闇狼の面を媒介にハイネスデュークとして復活。ガオレンジャーやシルバーを苦しめるが6人の連携に苦戦し自ら巨大化。ガオキングとガオハンターの必殺技をやすやすとはね返し、2体を苦戦させる。シルバーはプールバーのマスターが見せたビリヤードの妙技をヒントに、ガオマジロをスピンさせて角をへし折り、さらに必殺技・リボルバーファントムを炸裂させたことで闇狼の面が粉々に砕け散り、砂の塊と化して崩れ去っていった。その後ウラの策略で再び大神の体内に邪気を注入することでより強力な存在として復活するはずであったが、ガオシルバーの精神力に跳ね返されたため、再び登場することは無かった。
- デザインはオオカミの格好の良さをダークヒーローとして追求することが意識されている。デザイン画での名称は「GAO SILVER素体」。太腿の凹凸のあるディテールは皺を抑制するために入れられている。
- 東映プロデューサーの日笠淳は、狼鬼の成功を受けて次作『ハリケンジャー』ではヒーロー側にライバル要素が盛り込まれ、ゴウライジャーが登場することとなったと述べている。
- プロ野球選手の佐々木朗希（2001年生まれ）の名前は、この「狼鬼」に由来するもので、放送当時『ガオレンジャー』を視聴していた佐々木の3歳年上の実兄の発案により、母親が命名した。

プロプラ
Quest 32・33に登場。プロペラ戦闘機を模したデュークオルグで、語尾に「〜プラ」を付ける。ラセツからはキュララとともに「阿吽の配下」と呼ばれているラセツの専属料理人。ラセツが食べるための瓦礫を用意するため、街を破壊した。両肩のプロペラによる飛行能力を持つ。体に搭載された機銃が武器で、ツエツエとヤバイバの力を吸収して以降は相手を自動追尾するプロペラカッターを射出可能となる。ファルコンサモナーのアローモードでの攻撃に敗れるも巨大化。最期はガオイカロスに倒された。
キュララ
Quest 32・33に登場。戦車を模したデュークオルグで、語尾に「〜キュラ」を付ける。巨砲型の角・キュララ主砲による砲撃が得意で、ツエツエとヤバイバの力を吸収したことで自動追尾式の砲弾を発射可能となる。前腕の砲も武器。破邪百獣剣で倒されるも巨大化し、ガオキングを分離させた。最期はプロプラ諸共ガオイカロスに倒された。
ドロドロ
Quest 42・43に登場。ラセツの影の腹心で、オルグ忍法を使う忍者デュークオルグ。仲間であるはずのヤバイバをガオレンジャーもろとも攻撃したり、ツエツエを騙して利用するなど、卑劣な性格。オルグ忍法・影分身は相手の影から本体に敵意を持つ分身を作り出し、影を攻撃すると本人もダメージを負う。他にも、特殊な忍び装束を着ることでオルグの波動を隠し索敵を逃れるオルグ忍法・波動隠し、死したオルグの幻影を見せるオルグ忍法・死霊傀儡（）、実体を持つ巨大な分身を生み出すオルグ忍法・巨大変化（）、透明化、地中潜行、変わり身の術、煙玉や忍刀や抱え大筒等の忍法・忍具を使う。ツエツエの死に憤るヤバイバをも粛清しようとするが、彼がとっさに盾にしたウラの鏡で自分の術を跳ね返され、自らの影を作り出してしまい、ガオレッドに影を撃破されて敗れる。巨大化後は一度しか使えない究極奥義鬼霊界封じでガオレンジャーを鬼霊界（）に閉じ込めたが、最期はガオケンタウロスに倒された。

### 怪人・戦闘員
オルグ魔人
複数の角を持つオルグ。器物の形や各種職業などを真似て自身の肉体を作り出す他、器物を自らの体として誕生する個体もいる。基本は自然発生的に生まれるが、ハイネスの手によって生み出される者もいる。二本角が多いが、三本角のオルグもいる。デュークオルグに従い、ガオレンジャーと戦う。基本的に大半は邪悪な存在だが、どこか憎めない性格の者も何名か存在し、炭火焼きオルグのように善良な個体も存在している。ヤバイバやツエツエを「一本角」と呼ぶ者もいた。敵味方なしに襲う者もいる。また、単眼の者も比較的多く存在する。大半は人語を話すが、人語を話さない者も存在する。また、倒される際に特徴的な捨て台詞を遺す者も散見した。等身大で倒されると緑色のかかった泡の塊になるが、オルグシードのエネルギーで復活し巨大化する。
ガオレンジャーがオルグ魔人に対して決め技を放つ時の掛け声は、等身大時には「邪鬼○○」、巨大化時には「悪鬼○○」となる。
劇中では一貫して「オルグ」と呼ばれる。
オルゲット
不完全な角になりきれていないコブしか持たない最下級のオルグ。ツエツエが持つ小さな壺に入っているエキスから生まれる。常に集団で行動し、戦闘員の役割を果たす。頭を叩くとそこから粘液が湧き出す。武器の棍棒は火炎放射器にもなる。「オルゲット!」としかしゃべれない。ラクシャーサに強化されて金色の角が伸びた個体や、ヤバイバにオルグシードを無理矢理に食わされて巨大化した個体もいる。人間に化けることも可能な他、ツエツエとヤバイバが人体標本オルグを使った作戦を行った折やラセツをもてなした際には、彼らが自作したお化け屋敷のお化け役に扮した者たちや、ウェイター姿の者たちも見られた。Quest 42では、忍び装束と忍者刀を装備した個体群が登場。千年前には体色が赤く、角も整っていた者も登場した。傷ついた箇所からは水が流れ出し、倒されると水を吹き出し消える。
- デザインは企画者104の葛西おとが打ち合わせの際に描いた落書きが基になっている。

### オルグの戦力
オルグシード
ツエツエの持つ杖から発射される魔法の豆。倒されて泡と化したオルグの残骸に宿ることで急成長した蔓が絡み合い、巨大な身体を構成してオルグを再生・巨大化させる。生きているオルグでも体に差し込んだり、食べることで制限時間付きで巨大化できる。
ヤバイバが千年の邪気で強化した際、ガオシルバーに折られた杖を飲み込み、この豆を口から吐き出したことでオルグ魔人を再生巨大化させたことがあった。
また、ツエツエ以外でも使用はできるらしく作中では前述のパターン以外に4回ヤバイバがツエツエの杖を借用してオルグの巨大化を行っている。
狼鬼もオルグシードと同質の豆のウルフシードを所持している。
終盤ではオルグの巫女となったツエツエの手によって、通称・「オルグの秘宝」という巨大オルグシードが創られ、センキを誕生させて彼の心臓となった。
闇狼の面
千年前にシロガネこと大神月麿が千年の邪気を得て、百鬼丸を倒すために使用した黒い面。この面を顔に着けて呪文を唱えると千年の邪気を体内に取り込むことができるが、邪気の寄り代となった者は面を外せなくなり、やがて心体ともに狼鬼となってしまう。狼鬼が一度ガオレンジャーに倒されたことで大神が邪気から解放され面も砕けて外れたが、後に残った邪気が自己再生した面に直接宿って狼鬼が復活した。その際のガオレンジャーとの戦いで、狼鬼が倒されたことで面自体も完全に砕け散った。
Quest 23での大神の回想シーンでいきなり登場したが、大神がどういう経緯でこの面を手に入れたのかは不明。
オルグ羽虫
Quest 22でウラが狼鬼を完全に自らの配下とするために使用した小さな羽虫。ウラと同じ緑色の体色で、この虫に取り憑かれた者は頭の中で羽音をさせて自身の記憶を妨げられ、ウラの意のままとなってしまう。Quest 23で大神が邪気から解放されたと同時に、取り憑いていたこの羽虫も消滅した。
コラセツ
Quest 44に登場したラセツの小さな分身。ラセツと同様に青い体色だが、節足動物のような姿をしている。Quest 41でラセツが走から取り上げたGフォンに密かに忍び込ませてGフォンを腐らせ、糸を吐いてガオズロックを封印し、後のQuest 42〜44までガオズロックの在り処の発信とガオレンジャー全員のGフォンの破壊という潜入活動を遂行した。この使命を果たした後に、食べられる形でラセツの体内に戻り、ラセツを巨大化させた。
修羅百鬼剣（）
復活した3人のハイネスデュークの武器が合体した巨大な剣。「正気退散」の掛け声と共に横切りから放つ一撃はパワーアニマルの攻撃も跳ね返し、破邪百獣剣の「邪気退散」に勝るとも劣らない威力を持つ。また、センキの武器としても使われ、パワーアニマルを次々に全滅させた。

### オルグの拠点
鬼洞窟マトリックス
上位のオルグたちが本拠としているオルグパワーに満ちた特異点の洞窟で、深部には地獄の穴と呼ばれる巨大な顔の石像が存在する。その所在は赤目渓谷にあり、普段は3カ所にそれぞれ設置された小さな石像の力で結界が張られているが、オルグが出入りする際に3つの石像からエネルギーが解放され、結界が解かれる。
Quest 46で以前テトムが拉致された時の記憶を頼りに、ガオレンジャーが双六形式でここの在り処を捜索したが、ヤバイバたちの作戦で見つけることはできなかった。しかしQuest 49で、赤目渓谷に存在すると判明した際に、ガオレンジャーの手で3つの石像が破壊され、テトムと風太郎が侵入し、地獄の穴を永久に閉じることに成功した。
Final Questでセンキが倒された後に、逃げ帰ってきたツエツエとヤバイバを巻き込んで完全崩壊した。
『轟轟戦隊ボウケンジャーVSスーパー戦隊』では大神官ガジャが訪れ、ツエツエを蘇らせた。

## 世界背景

### ガオレンジャー関連
シャーマン
原始時代のころから存在した、動物や自然と対話しながら共存してきた人々の末裔。本来、自然と対話できる力は全人類が持っているものだったが、文明の発達と長い年月の経過につれて大多数の人間がその力を失っていった。そんな人々の中から自然と対話する能力が残されている者は「巫女」と崇められ、自然と共存する人々の象徴となった。
劇中では、テトムと彼女の祖母・ムラサキがこれに該当する。
しかしさらなる年月の経過の中、シャーマンが不要な世となってしまい、現代では皆無と言っても過言でないほど存在していない。
ネオ・シャーマン
ごく僅かな数だけ現れた、シャーマンの力を強く持ち、動物や大自然と対話がで能力に覚醒し、パワーアニマルと心を通わせる現代人。同時に彼らは、オルグに対抗できる戦士・ガオレンジャーとなる資質を持つ。
劇中では、「シャーマン」・「ネオ・シャーマン」という呼称は使われていない。
ガオ・ソウル
ネオ・シャーマンを認めたパワーアニマルが分け与えた未知のエネルギー。この能力は、ネオ・シャーマンの身体能力を向上し、パワー、スピード、動体視力などを飛躍的に高めることができると同時にかなりの傷でも速やかに治癒する。

### オルグ関連
鬼霊界・鬼地獄
ガオレンジャーに倒されたオルグ魔人が行き着く世界。人間界にいられなくなった邪悪な衝動が渦巻いている暗黒の空間で、オルグの憎しみが何者よりも勝っている。ツエツエ曰く「オルグたちの墓場」であり、この世界に住むオルグ魔人は最初から巨大化した状態で出現した。
ドロドロは生涯に一度しか使えない オルグ忍法究極奥義・鬼霊界封じでガオレンジャーをこの世界に封じ込め、その際に自らも鬼霊界に入り込んだ。人間界とは完全に隔てられているため、ガオレンジャーはパワーアニマルを召喚することができないが、テトムの願いに応えたかのように合体を遂げたガオケンタウロスがこの世界に飛び込んできた。
この世界には倒されたデュークオルグやハイネスデュークの姿がないため、あくまでもオルグ魔人のみが行き着く場所であると考えられる。
鬼霊界のそのまた奥には鬼地獄と呼ばれる世界があり、ガオレンジャーに一度倒されたツエツエとハイネスデューク3体が鬼地獄から人間界にいたヤバイバの活躍で復活した。

## キャスト
本作品では放送開始当時既に20代半ばを過ぎた金子昇と酒井一圭など、他作品と比べやや年齢が高めの俳優が起用されている。一方、ジャニーズJr.出身で19歳の柴木丈瑠や、15歳の現役高校生だった竹内実生の起用など、例年の「若手俳優の登竜門」という一面も保っている。東映プロデューサーの日笠淳は、前年の『未来戦隊タイムレンジャー』や『仮面ライダークウガ』でイケメン人気の一端は感じていたがそれが常態化するとは考えていなかったため、本作品のキャスティングの時点ではイケメン要素については意識していなかったとしている。しかし、本作品および同年放映の『仮面ライダーアギト』からキャスト中心のムック本が発売されるなどし、ヒーロー俳優へ世間の注目が集まるようになっていった。
金子と玉山鉄二は本作品への出演によって注目され、後のメジャー路線での活躍の足掛りとなった。また、映画監督としてのデビュー作『グローウィン グローウィン』の公開を控えていた堀江慶も注目され、本作品の効果もあり名前が知られるようになった。風太郎を演じた有岡大貴は放送当時は子役として活動していたが、後にジャニーズ事務所に移籍し、2007年よりアイドルグループHey! Say! JUMPのメンバーとして活動している。
ガオレッド役のスーツアクターには、それまでシリーズで悪役レギュラー中心に活躍した福沢博文を起用。以後の作品でも福沢は、レッド役を演じることになった。アクション監督の竹田道弘は、福沢が前年に『仮面ライダークウガ』第1話・第2話で担当したズ・グムン・バの演技を高く評価しており、そのことが本作品での起用につながったと述べている。ガオホワイト役の蜂須賀祐一が女性キャラクターを担当するのは『電磁戦隊メガレンジャー』以来であった。また、本作品でガオレンジャーを演じたスーツアクター、ならびにヤバイバの声を演じた坂口候一と狼鬼の声を演じた竹本英史も顔出しで一般市民役で出演した（坂口はノンクレジット）。

### レギュラー・準レギュラー
ガオレンジャーの6人の変身後のオープニングクレジットは英字表記となっている。
- 獅子走 / ガオレッド - 金子昇
- 鷲尾岳 / ガオイエロー - 堀江慶
- 鮫津海 / ガオブルー - 柴木丈瑠
- 牛込草太郎 / ガオブラック - 酒井一圭
- 大河冴 / ガオホワイト - 竹内実生
- 大神月麿[注釈 45] / ガオシルバー - 玉山鉄二（21,23 - 33,35 - 51）
- テトム、ムラサキ（二役） - 岳美
- ツエツエ - 斉藤レイ (1 - 42,46 - 51)
- 風太郎 - 有岡大貴 (32 - 40,47,49 - 51)

### 声の出演
- シュテン - 稲田徹 (3 - 14,48,49)
- ウラ - 西脇保 (14 - 24,26 - 31,48,49)
- ラセツ - 柴田秀勝、西川宏美 (32 - 44,48,49)
- ロウキ - 竹本英史 (14 - 23,26)
- ヤバイバ - 坂口候一
- ピヨちゃん / ガオの幼態 - 今野宏美 (13,14,27)
- ガオマジロ - 前田千亜紀 (22,23)
- オルゲット - 塩野勝美、大村亨、穴井勇輝[88]
- ガオゴッド[注釈 46]（21,22）、ナレーション - 増岡弘

### ゲスト
- アナウンサー - 今井久美子(1,5)
- お母さん - 工藤公馨(1)
- 子供 - 菊池風人(1)
- タクシー運転手 - 森厚太(2)
- ピアノの女子大生 - 野元美沙(2)
- 公衆電話の女子大生 - 荒井沙紀(2)
- アナウンサー - 小田嶋学(2)
- 拓哉 - 山内秀一(3)
- なつみ - 三田真央(3)
- カップル男 - 高尾晃市(3)
- カップル女 - 奈良崎まどか(3)
- 医者 - 内田修司(3)
- 看護婦 - 川田希
- 和尚 - 鈴木泰明(4)
- 男1 - 根岸勇人(5)
- 男2 - 大海慎介(5)
- 男3 - 納田長武(5)
- 島田佐織 - 内田さゆり(6)
- 矢島綾之介 - 山形ユキオ(6)
- 花嫁 - Salia(6)
- 美穂 - 高島彩(6)
- 勇生 - 竹本哲也(6)
- OL - 小谷美裕(6)
- 天使の女の子 - 寺門仁美(6)
- 司会者 - 星野徹也(6)
- 夢のお告げ - 平辻朝子(7)
- 三崎大洋 - 菅谷智春(7)
- 大洋の父 - 神谷秀澄(7)
- 漁師 - 徳井広基(7)
- 桜庭伸一郎 - 益富信孝(8)
- 桜庭美咲 - 瑠川あつこ(8,51)
- 主婦1 - 麻ミナ(8)
- 主婦2 - 長谷妙子(8)
- 主婦3 - 河野和子(8)
- 下町の主婦 - 渡部るみ(8)
- 運転手1 - 持丸雅樹(8)
- 運転手2 - 武井信雄(8)
- 八百屋のオヤジ - 長野哲(8)
- 双子の兄 - 小笠原隼(9)
- 双子の弟 - 小笠原翼(9)
- 西崎伸一郎 - 大谷朗(9)
- 警官 - 松山邦久(9)
- 喜代 - 鈴木尚子(10)
- 長老 - 林孝一(10)
- 番人1 - 橋川剛(10)
- 番人2 - 播野巧磨(10)
- 番人3 - 宮地靖彦(10)
- 番人4 - 大村亨(10)
- 大河虎之介 - 関根大学(11,51)
- OL - 冨田千晴、冨田晃代、熊谷圭(12)
- ムラサキ - たうみあきこ(16)
- 幼少時代のテトム - 佐久間李奈(16)
- ツトム - 後藤一成(17)
- ツトムの母 - 樹原ゆり(17)
- バスの乗客 - 杉本安生、西埜幸、齋藤昭光、溝口達也、國井直哉、佐藤実千代(17)
- 詩織 - 児玉多恵子(19,51)
- 中年男 - ブッチー武者(19)
- 水商売系の女 - 吉田早織(19)
- 青年 - 川村まさひこ(19)
- 生徒 - 村野友希(21)
- 警備員 - 近藤大善(22)
- ヒデ - 西角遼太(22)
- ショージ - 森下健太(22)
- ヨシカツ - 田中大河(22)
- マスター - 甲斐道夫（25,26,28,40,41）
- 店員 - 小林史章（25）
- ドン片山 - 有福正志(28)
- 子供たち - 杉山稜騎、石井暁、栗原涼、山田康太、中尾圭樹、竹尾幸典、遠藤和紀、桑原雅、川口麗奈(31)
- 橋本 - 山根祐夫(32)
- 大谷 - 石川貴博(32)
- 高岩 - 岡田太郎(32)
- 少女 - 高畠華澄(34)
- 少年 - 長澤秀平(34)
- 女の子 - 池内菜々美(40)
- カズ - 島田智ノ介(41)
- ミホ - 八武﨑碧(41)
- マナブ - KOHYA(41)
- カズの母 - 山形志乃(41)
- ミホの母 - 小林和香(41)
- マナブの母 - 東佳代子(41)
- レポーター - 花澤身江(41)
- 市民 - 坂口候一[注釈 47]、竹本英史(50 - 51)
- カップル - 福沢博文[89]、神尾直子[89]（ノンクレジット）(51)
- 教務官 - 竹内康博[89]、中川素州[89]（ノンクレジット）(51)
- 空手試合相手 - 蜂須賀祐一[89]（ノンクレジット）(51)
- サーフショップ店長[注釈 48] - 今井靖彦[89]（ノンクレジット）(51)
- 牧場の先輩 - 日下秀昭[89]（ノンクレジット）(51)

### スーツアクター
- ガオレッド[出典 12]、ガオマッスル[91]、ガオハンター[91] - 福沢博文
- ガオイエロー[出典 13] - 竹内康博
- ガオブルー[出典 14] - 今井靖彦
- ガオブラック[出典 15]、ガオキング[12] - 日下秀昭
- ガオホワイト[出典 16] - 蜂須賀祐一
- ガオシルバー[出典 17] - 大藤直樹
- ガオシルバー[101][37] - 三村幸司
- ヤバイバ[102] - 中川素州
- 狼鬼[96][37] - 魁将馬
- ガオイエロー（代役）[103] - 石垣広文
- バイクオルグ[104] - 矢部敬三
- 装甲ツエツエ[105] - 山下純

## スタッフ
前作『タイムレンジャー』に引き続きメイン監督を務める諸田敏を筆頭に、演出陣の顔ぶれはほぼ前作と同様であるが、本作品では新たに『木曜の怪談』『アナザヘヴン』など数々のドラマの演出に携わった舞原賢三が後半より参加している。
また脚本面では『メガレンジャー』『ゴーゴーファイブ』に続き、メインライターとしては3度目の起用となる武上純希に加え、共にシリーズ初参加となる赤星政尚と酒井直行がサブライターとして名を連ねるなど、演出陣とは対照的に顔ぶれが一新された格好となった。なお本作品では他のシリーズ作品に比べてサブライターの参加が遅く、赤星が参加するQuest 19より前の18話分は全てメインライターの武上の手によるものであり、放送当時としてはシリーズ中最多の連続執筆回数であった。
前出の舞原、赤星以外にもチーフカメラマンの菊池亘、キャラクターデザインのさとうけいいち、そして音楽の中川幸太郎など、本作品ではそれまで東映特撮作品とはあまり縁のなかった、もしくは当時まだ若手だったスタッフの新規参入が目立っている。本作品では従来プレックスが担当するヒーローデザインを外部のデザイナーに描かせてみようという試みもあったようで、実際に原田・さとうによって描かれたヒーローデザインの中には、マスクのコンセプトの一部が決定デザインに採り入れられた物も存在する。
- プロデューサー - 高橋由佳→太田賢司（テレビ朝日）・日笠淳（東映）・矢田晃一（東映エージエンシー）
- 原作 - 八手三郎
- 連載 - テレビマガジン、てれびくん
- 脚本 - 武上純希、赤星政尚、酒井直行、中洲千恵次郎[注釈 49]
- 音楽 - 中川幸太郎
- アクション監督 - 竹田道弘、新堀和男（ジャパンアクションクラブ）
- 撮影 - 菊池亘、上赤寿一、大沢信吾
  - 撮影助手 - 大場弘司、小森美佳
- 照明 - 竹田勝三、才木勝、高橋道夫、小野幹雄
  - 照明助手 - 神長倉孝明、森野茂樹、山本辰雄、佐藤俊介、建部孝一
- 計測 - 相葉実
- 操演 - 寺門勇
- 記録 - 高山秀子、森みどり、たなかなつき、斎藤能子、国米美子、渋谷康子
- 美術 - 木村光之、山下宏
  - 美術助手 - 長谷川真弘
- 装飾 - 山口康孝、清水夕佳里、澤史江、菱沼廣士（装美社）、高津装飾美術
- 装置 - 紀和美建
- 美粧 - サン・メイク、小林裕恵
- 衣裳 - 東京衣裳新社、星野裕美、松下麗子
- 録音 - 長井幹夫、谷山謙二、石川孝
- 編集 - 阿部嘉之、菊地健一、洲崎千恵子、須永弘志
  - 編集助手 - 今村章男、菊地健一
- MAオペレーター - 錦織真里、深井康幸、田中俊一
- 音響効果 - 阿部作二（大泉音映）
- 選曲 - 宮葉勝行
- EED - 田中泰晴
- 視覚効果 - 沖満
- デジタル合成 - 柳原嘉宣、豊直康、松岡勇二（日本映像クリエイティブ）、道木伸隆（マリンポスト）
- 資料担当 - 葛西おと
- 企画協力 - 企画者104
- デザイン協力 - プレックス
- キャラクターデザイン - 原田吉朗、さとうけいいち
- 造型 - レインボー造型企画、前澤範、蟻川昌宏、山本誠一、浅野桂
- デジタルテック - 大元克巳
- 技術協力 - 東映化学TOVIC
- 撮影協力 - 宮ヶ瀬ダム、東京都庁、エースヘリコプター、岩舟町（有）小島商店、新宿コマ劇場、川越・氷川神社、防衛庁航空自衛隊ほか
- 踊り指導 - 若松佳扇
- 装飾協力 - アキレス、理想科学工業
- カースタント - タケシレーシング
- 番組デスク - 西口なおみ
- 広報 - 曲尾有香、飯田爽（テレビ朝日）
- プロデューサー補 - 横塚孝弘
- 助監督 - 中沢祥次郎、竹本昇、福島耕二、黒木浩介、福島宏介、荒川史絵、塩川純平、本多幹祐
- 進行主任 - 谷口正洋、赤坂幸隆、納田長武、遠藤聖一
- 進行助手 - 式守修
- 制作デスク - 荒井成介
- 制作担当 - 岩永恭一郎
- 特撮 - 特撮研究所
  - 撮影 - 中根伸治
  - 照明 - 安藤和也
  - 操演 - 鈴木昶
  - MC - 中山亨
  - 美術 - 松浦芳
  - CG - 捻橋尚文、足立亨、江場左知子
- デジタルエフェクト - 尾上克郎
- 特撮スーパーバイザー - 高橋政千
- パワーアニマル3DCG - Motor/lieZ、SpFX STUDIO
- 特撮監督 - 佛田洋
- 監督 - 諸田敏、渡辺勝也、坂本太郎、竹本昇、松井昇、舞原賢三、中澤祥次郎
- 制作 - テレビ朝日、東映、東映エージエンシー

## 音楽
『激走戦隊カーレンジャー』より始まったシングル大量リリース路線から一転し、本作品でのシングルCDは主題歌とVシネ版主題歌などを合わせて3枚に留まり、『ソングコレクション』、『オリジナルサウンドトラック』がそれぞれ1枚ずつのリリースとなった。
新規の挿入歌および劇伴曲に関してはそれらをセットにした『ミュージック&ソングコレクション』を発売することで対応しているが、例年に比べて劇伴BGMや挿入歌のインスト版など未収録曲が多くなった。一方コロちゃんパックでは2年ぶりにオーディオドラマが発売されている。

### 主題歌
オープニングテーマ「ガオレンジャー吼えろ!!」
作詞：桑原永江 / 作曲・編曲：中川幸太郎 / 歌：山形ユキオ/ コーラス：高尾直樹・佐々木久美・斉藤妙子
Quest 28よりガオシルバー・大神月麿のキャスト紹介が追加された他、Quest 15・25〜27・31・32・34・36・38・46・47・50でもストーリーの推移に合わせた映像変更がなされている。
劇中挿入歌としてはQuest 1〜4・12・17・40・44・Finalで歌唱版、Quest 7・8・11・15・18・21・27・37でインストゥルメンタル版が使用された。
東映プロデューサーの日笠淳は、山形の起用は日本コロムビアディレクターの本地大輔からの推薦によるものであったと証言している。
エンディングテーマ
「ヒーリン'ユー」（Quest 1〜44・46〜50）
作詞：桑原永江 / 作曲・編曲：奥慶一 / 歌：Salia
Quest 35より映像が一新された。
劇中挿入歌としてはQuest 6・36・41でインストゥルメンタル版、Final Questで歌唱版が使用された。
「ガオレンジャー吼えろ!! オールキャスト・スペシャル・ヴァージョン」（Quest 45）
作詞：桑原永江 / 作曲・編曲：中川幸太郎 / 歌：ガオレンジャー&山形ユキオ
映像は本編からフェードして劇中名場面ダイジェストが使用された。
「大空への階段」（Final Quest）
作詞：洲崎千恵子 / 作曲・編曲：亀山耕一郎 / 歌：ガオレンジャー（金子・堀江・柴木・酒井・竹内）/ コーラス：佐々木久美・斉藤妙子
映像はエピローグと共にスタッフロールが流され、物語を締めくくった。
また、Quest 44では挿入歌として使用された。

### 挿入歌
「百獣合体! ガオキング」（Quest 6〜8・14・28・37・38・47）
作詞：桑原永江 / 作曲・編曲：中川幸太郎 / 歌：水木一郎 / コーラス：石原慎一・佐々木久美
ガオキングのテーマソング。
Quest 22・39ではインストゥルメンタル版が使用された。
また、Quest 47を除く全使用回でサビ前の雄叫びがカットされている。
「Dynamic Soul!!」（Quest 14・19・36）
作詞：吉野麻希 / 作曲・編曲：中川幸太郎 / 歌：影山ヒロノブ / コーラス：佐々木久美
Quest 11・33ではインストゥルメンタル版が使用された。
「white light 〜ガオホワイト 冴のテーマ〜」（Quest 11・38）
作詞：桑原永江 / 作曲・編曲：亀山耕一郎 / 歌：堀江美都子 / コーラス：高尾直樹・佐々木久美・斉藤妙子
Quest 35・46ではインストゥルメンタル版（コーラスあり）、Quest 38では前奏のみが使用された。
「サンバ de ガオレン」
作詞：八手三郎 / 作曲・編曲：中川幸太郎 / 歌：水木一郎 with ガオレンジャーズ（金子、堀江、柴木、酒井、竹内）
Quest 37・48ではインストゥルメンタル版、Quest 45ではカラオケ版が使用された。
「堕ちて行け…」（Quest 42）
作詞：吉野麻希 / 作曲・編曲：中川幸太郎 / 歌：ツエツエ（斉藤レイ）
「HOT! HOT! ガオマッスル!!」（Quest 10・13・20）
作詞：桑原永江 / 作曲・編曲：中川幸太郎 / 歌：山形ユキオ
ガオマッスルのテーマソング。
Quest 10・13ではインストゥルメンタル版と併用され、Quest12・38ではインストゥルメンタル版のみ使用された。
「a lone wolf 〜銀の戦士〜」（Quest 24・25）
作詞：磯谷佳江 / 作曲・編曲：中川幸太郎 / 歌：串田アキラ
ガオシルバーのテーマソング。
Quest 25ではインストゥルメンタル版と併用され、Quest 30・45ではインストゥルメンタル版のみ使用された。
「響の調べ」（Quest 29・36・43）
作詞：磯谷佳江 / 作曲：柘植由秀 / 編曲：掛橋誠一 / 歌：テトム（岳美）
「I.D. 〜ガオハンターレクイエム〜」
作詞：相澤玲摩 / 作曲・編曲：中川幸太郎 / 歌：今井清隆
ガオハンタージャスティスのテーマソング。
Quest 24・28・35・46ではインストゥルメンタル版が使用された。
「その翼で…」
作詞：吉野麻希 / 作曲・編曲：中川幸太郎 / 歌：山形ユキオ / コーラス：広谷順子
「絆 〜Spirit of Gao Ranger〜」（Quest 48）
作詞：磯谷佳江 / 作曲・編曲：中川幸太郎 / 歌：Salia・山形ユキオ / コーラス：佐々木久美・高尾直樹
「EYES OF JUSTICE」（Quest 31・35・41・47）
作詞：加藤清美 / 作曲・編曲：中川幸太郎 / 歌：MoJo
ガオイカロスのテーマソング。
Quest 31ではインストゥルメンタル版と併用された。
上記の他、Quest 11でEvery Little Thingの「force of heart」、Quest 34で並木路子の「リンゴの唄」が使用された。また、Quest 12ではツエツエ、ヤバイバ、シュテンに化けたコピーオルグがモーニング娘。の「恋愛レボリューション21」の一部を歌っている。

## 評価
明快なストーリーとも相まって老若男女を問わず多くの視聴者に支持された本作品は、日曜の朝としては異例の2桁の視聴率をたたき出すほどの人気を獲得した。特に最高視聴率はテレビ朝日の同時間帯における最高記録を20年ぶりに塗り替えた。児童向けの番組でありながら、年齢層を問わない支持を集め、各種メディアなどで話題となった。
また放送終了後も根強い人気があり、2011年の『gooランキング』の『夢中になったスーパー戦隊シリーズは?』のアンケートでは、ランキング1位に輝いた。ガオブラックを演じた酒井一圭は2006年に「放送から数年を経た今でも街で子供たちやその親から声がかかる。その子たちはどう見ても本放送を見た世代じゃないし、しかも俺はレッドじゃなくてブラックなのに」とコメントしている。西川貴教や藤井隆が本作品のファンで、出演者を自分の番組にゲストとして招くなど芸能人にもファンが多い。
本作品の大ヒットに伴い、東映サイドに局側やスポンサーから翌年の続編制作の打診もなされていたものの、「続編を作るとマニアックな内容に変貌してしりすぼみになる可能性が高い」という理由から断ったことが、放送終了後の東映専務・鈴木武幸へのインタビューにより明らかとなっている。

## 放送日程
放送回のカウントは「Quest」の語句を使用。サブタイトルは一部を除き二文節で構成されている。
| 放送日         | 放送回      | サブタイトル     | 登場オルグ | 脚本         | アクション監督    | 監督       |
| -------------- | ----------- | ---------------- | --- | ------------ | ----------------- | ---------- |
| 2001年02月18日 | Quest 1     | 獅子、吼える!!   | - タービンオルグ（声 - 緒方文興） - プラグマオルグ（声 - 斉藤芳）                                                      | 武上純希     | 竹田道弘          | 諸田敏     |
| 2月25日        | Quest 2     | 精霊王、起つ!!   | - ハリガネオルグ（声 - 飯田浩志）                                                                                      | 武上純希     | 竹田道弘          | 諸田敏     |
| 3月04日        | Quest 3     | 荒鷲が消える!!   | - カメラオルグ（声 - 岸祐二）                                                                                          | 武上純希     | 竹田道弘          | 渡辺勝也   |
| 3月11日        | Quest 4     | 二人でネバギバ!! | - ツリガネオルグ（声 - 田中亮一）                                                                                      | 武上純希     | 竹田道弘          | 渡辺勝也   |
| 3月18日        | Quest 5     | 山が動く!!       | - タイヤオルグ（声 - 島田敏）                                                                                          | 武上純希     | 竹田道弘          | 坂本太郎   |
| 3月25日        | Quest 6     | 牛、焦がれる!!   | - ウエディングドレスオルグ（声 - 江川央生）                                                                            | 武上純希     | 竹田道弘          | 坂本太郎   |
| 4月01日        | Quest 7     | 夢が語る!!       | - 帆船オルグ（声 - 宇垣秀成）                                                                                          | 武上純希     | 竹田道弘          | 諸田敏     |
| 4月08日        | Quest 8     | 犬、走る!!       | - シグナルオルグ（声 - 眞水徳一）                                                                                      | 武上純希     | 竹田道弘          | 諸田敏     |
| 4月15日        | Quest 9     | 双子が微笑む     | - 携帯電話オルグ（声 - 津久井教生）                                                                                    | 武上純希     | 竹田道弘          | 竹本昇     |
| 4月22日        | Quest 10    | 月が招く!!       | - ブルドーザーオルグ（声 - 松本大）                                                                                    | 武上純希     | 竹田道弘          | 竹本昇     |
| 4月29日        | Quest 11    | 父親上京。       | - 武者人形オルグ（声 - 梁田清之）                                                                                      | 武上純希     | 竹田道弘          | 渡辺勝也   |
| 5月06日        | Quest 12    | 本物はどっち!?   | - コピーオルグ（声 - 高戸靖広） - コピー戦隊コピーレンジャー                                                           | 武上純希     | 竹田道弘          | 渡辺勝也   |
| 5月13日        | Quest 13    | 産声が凍る!!     | - フリーザーオルグ（声 - 田中一成）                                                                                    | 武上純希     | 竹田道弘          | 坂本太郎   |
| 5月20日        | Quest 14    | 魂の鳥が叫ぶ     | - ハイネスデュークオルグ・シュテン                                                                                     | 武上純希     | 竹田道弘          | 坂本太郎   |
| 5月27日        | Quest 15    | 鬼、吼える!!     | - 掃除機オルグ（声 - 塩屋浩三）                                                                                        | 武上純希     | 竹田道弘          | 諸田敏     |
| 6月03日        | Quest 16    | 魔笛、轟く!!     | - デュークオルグ・狼鬼                                                                                                 | 武上純希     | 竹田道弘          | 諸田敏     |
| 6月10日        | Quest 17    | 象が消えて…      | - バスオルグ（声 - 岸野幸正）                                                                                          | 武上純希     | 竹田道弘          | 渡辺勝也   |
| 6月24日        | Quest 18    | 魔獣、武装!!     | - 時計オルグ（声 - 松野太紀）                                                                                          | 武上純希     | 竹田道弘          | 渡辺勝也   |
| 7月01日        | Quest 19    | 猛牛、脱退!?     | - メガネオルグ（声 - 金野恵子）                                                                                        | 赤星政尚     | 竹田道弘          | 坂本太郎   |
| 7月08日        | Quest 20    | 巫女囚わる!!     | - バイクオルグ（声 - 今村卓博） - 原付きオルグ                                                                         | 武上純希     | 竹田道弘          | 坂本太郎   |
| 7月15日        | Quest 21    | 狼鬼、惑う       | - 人体標本オルグ（声 - 阪口大助）                                                                                      | 酒井直行     | 竹田道弘          | 諸田敏     |
| 7月22日        | Quest 22    | 巨牛、壊れる!!   | - 芝刈機オルグ（声 - 坂口哲夫）                                                                                        | 武上純希     | 竹田道弘          | 諸田敏     |
| 7月29日        | Quest 23    | 狼鬼、死す!?     | - 百鬼丸（回想） - デュークオルグ・狼鬼                                                                                | 武上純希     | 竹田道弘          | 渡辺勝也   |
| 8月05日        | Quest 24    | 銀狼、閃く!!     | - キマイラオルグ | 酒井直行     | 竹田道弘          | 渡辺勝也   |
| 8月12日        | Quest 25    | 三代目鬼姫参上   | - オニヒメ - カラオケオルグ（声 - 梅津秀行）                                                                           | 武上純希     | 竹田道弘          | 竹本昇     |
| 8月19日        | Quest 26    | 狼鬼、ふたたび   | - デュークオルグ・狼鬼                                                                                                 | 赤星政尚     | 竹田道弘          | 竹本昇     |
| 8月26日        | Quest 27    | 雛がすねる       | - ツボオルグ（声 - 川津泰彦）                                                                                          | 武上純希     | 竹田道弘          | 松井昇     |
| 9月02日        | Quest 28    | 奥義、伝承!!     | - ボーリングオルグ（声 - 遠近孝一）                                                                                    | 武上純希     | 竹田道弘          | 松井昇     |
| 9月09日        | Quest 29    | 鹿が癒す         | - 墓石オルグ（声 - 園部啓一）                                                                                          | 赤星政尚     | 竹田道弘          | 渡辺勝也   |
| 9月16日        | Quest 30    | 満月が狼を殺す!  | - ウラ究極体 - 装甲ヤバイバ - 装甲ツエツエ                                                                             | 酒井直行     | 竹田道弘          | 渡辺勝也   |
| 9月23日        | Quest 31    | 百獣戦隊、全滅!! | - ウラ究極体 - 装甲ヤバイバ - 装甲ツエツエ                                                                             | 酒井直行     | 竹田道弘          | 竹本昇     |
| 9月30日        | Quest 32    | 三匹が喰う!!     | - デュークオルグ - プロプラ（声 - 石川英郎） - キュララ（声 - 飛鳥井豊）                                               | 武上純希     | 竹田道弘          | 竹本昇     |
| 10月07日       | Quest 33    | 少年が祈る。     | - デュークオルグ - プロプラ（声 - 石川英郎） - キュララ（声 - 飛鳥井豊）                                               | 武上純希     | 竹田道弘          | 舞原賢三   |
| 10月14日       | Quest 34    | 鉄人鬼、泣く!?   | - 炭火焼オルグ（人間体（文左衛門）、声 - 諏訪太朗）                                                                    | 武上純希     | 竹田道弘          | 舞原賢三   |
| 10月21日       | Quest 35    | 獣皇剣、強奪     | - カジヤオルグ（声 - 岸野一彦）                                                                                        | 武上純希     | 竹田道弘          | 諸田敏     |
| 10月28日       | Quest 36    | 戦士踊る         | - 魔笛オルグ（声 - 宮田浩徳）                                                                                          | 武上純希     | 竹田道弘          | 諸田敏     |
| 11月04日       | Quest 37    | ヤバイバ燃える   | - ジャグリングオルグ（声 - 早瀬俊行） - 巨大ヤバイバ - 百鬼丸（回想）                                                  | 武上純希     | 新堀和男          | 竹本昇     |
| 11月11日       | Quest 38    | 精霊王頂上決戦   | - 猛獣使いオルグ（声 - 今村直樹）                                                                                      | 武上純希     | 新堀和男          | 竹本昇     |
| 11月18日       | Quest 39    | 神が連れ去る     | - モニターオルグ（声 - 矢薙直樹） - リモコン虫                                                                         | 武上純希     | 竹田道弘          | 舞原賢三   |
| 11月25日       | Quest 40    | 天空島、滅ぶ     | - ブリキオルグ | 武上純希     | 竹田道弘          | 舞原賢三   |
| 12月02日       | Quest 41    | サンタが来た     | - クリスマスオルグ（クルシメマスオルグ）（声 - 野田圭一）                                                              | 酒井直行     | 竹田道弘          | 坂本太郎   |
| 12月09日       | Quest 42    | 鬼忍者侵略!      | - デュークオルグ・ドロドロ（声 - 増谷康紀） - 死霊オルグ(Quest 42) - 巨大死霊オルグ(Quest 43) - 影レンジャー(Quest 43) | 赤星政尚     | 竹田道弘          | 坂本太郎   |
| 12月16日       | Quest 43    | 獅子、灼熱する   | - デュークオルグ・ドロドロ（声 - 増谷康紀） - 死霊オルグ(Quest 42) - 巨大死霊オルグ(Quest 43) - 影レンジャー(Quest 43) | 赤星政尚     | 竹田道弘          | 諸田敏     |
| 12月23日       | Quest 44    | 亀岩、落ちる     | - ハイネスデュークオルグ・ラセツ                                                                                       | 武上純希     | 竹田道弘          | 諸田敏     |
| 12月30日       | Quest 45    | 闘い、終わらず   | - | 中洲千恵次郎 | 竹田道弘          | 中澤祥次郎 |
| 2002年01月06日 | Quest 46    | 正月が襲う!      | - 正月オルグ（声 - 龍田直樹）                                                                                          | 酒井直行     | 竹田道弘          | 竹本昇     |
| 1月13日        | Quest 47    | 蒸気機関、爆走!  | - 蒸気機関オルグ（声 - 仮屋昌伸）                                                                                      | 酒井直行     | 竹田道弘          | 竹本昇     |
| 1月20日        | Quest 48    | 奴らが蘇る       | - ヘルハイネスデューク・シュテン - ヘルハイネスデューク・ウラ - ヘルハイネスデューク・ラセツ                           | 武上純希     | 竹田道弘          | 舞原賢三   |
| 1月27日        | Quest 49    | 鬼洞窟、閉じる   | - ヘルハイネスデューク・シュテン - ヘルハイネスデューク・ウラ - ヘルハイネスデューク・ラセツ                           | 武上純希     | 竹田道弘          | 舞原賢三   |
| 2月03日        | Quest 50    | 百獣、死す       | - 究極オルグ・センキ（声 - 郷里大輔）                                                                                  | 武上純希     | 竹田道弘 新堀和男 | 諸田敏     |
| 2月10日        | Final Quest | 百獣、吼える!!   | - 究極オルグ・センキ（声 - 郷里大輔）                                                                                  | 武上純希     | 竹田道弘 新堀和男 | 諸田敏     |

## 放映ネット局
| 対象地域       | 放送局           | 備考              |
| -------------- | ---------------- | ----------------- |
| 関東広域圏     | テレビ朝日       | キーステーション  |
| 北海道         | 北海道テレビ     |                   |
| 青森県         | 青森朝日放送     |                   |
| 岩手県         | 岩手朝日テレビ   |                   |
| 宮城県         | 東日本放送       |                   |
| 秋田県         | 秋田朝日放送     |                   |
| 山形県         | 山形テレビ       |                   |
| 福島県         | 福島放送         |                   |
| 新潟県         | 新潟テレビ21     |                   |
| 富山県         | 北日本放送       | 日本テレビ系列局  |
| 石川県         | 北陸朝日放送     |                   |
| 福井県         | 福井テレビ       | フジテレビ系列局  |
| 山梨県         | 山梨放送         | 日本テレビ系列局  |
| 長野県         | 長野朝日放送     |                   |
| 静岡県         | 静岡朝日テレビ   |                   |
| 中京広域圏     | 名古屋テレビ     |                   |
| 近畿広域圏     | 朝日放送         | 現 朝日放送テレビ |
| 鳥取県・島根県 | 山陰中央テレビ   | フジテレビ系列局  |
| 広島県         | 広島ホームテレビ |                   |
| 山口県         | 山口朝日放送     |                   |
| 徳島県         | 四国放送         | 日本テレビ系列局  |
| 香川県・岡山県 | 瀬戸内海放送     |                   |
| 愛媛県         | 愛媛朝日テレビ   |                   |
| 高知県         | テレビ高知       | TBS系列局         |
| 福岡県         | 九州朝日放送     |                   |
| 長崎県         | 長崎文化放送     |                   |
| 熊本県         | 熊本朝日放送     |                   |
| 大分県         | 大分朝日放送     |                   |
| 宮崎県         | 宮崎放送         | TBS系列局         |
| 鹿児島県       | 鹿児島放送       |                   |
| 沖縄県         | 琉球朝日放送     |                   |

## 他媒体展開
個別に項目が存在するものは当該項目を参照。

### 劇場版
『劇場版 百獣戦隊ガオレンジャー 火の山、吼える』
2001年9月22日公開。

### Vシネマ
『百獣戦隊ガオレンジャーVSスーパー戦隊』
2001年8月10日リリース。
『忍風戦隊ハリケンジャーVSガオレンジャー』
2003年3月21日リリース。

### 映像ソフト化
いずれも発売元は東映ビデオ。本作品より従来のVHSに加え、DVDも放送期間中にリリースが開始されるようになった。
ビデオ
テレビシリーズのVHS（セル・レンタル共通）は2002年1月から12月にかけて全12巻（各巻4話（10 - 12巻のみ5話）収録）がリリースされた他、放送期間中には「HEROクラブ」よりテレビシリーズの再編集版も全3巻がリリースされている。
DVD
2001年12月8日から2002年11月21日にかけて、全12巻（各巻4話（10 - 12巻のみ5話）収録）をリリース。レンタルは2001年10月12日より開始。

### ゲーム
PlayStation専用ソフトとして2001年11月にバンダイより発売。プレイヤーキャラクターである等身大戦ではガオレッド、巨大戦ではガオキングなどの精霊王を操作し、他の仲間と協力しながらオルゲットやオルグ魔人と戦っていくアクションゲームで、等身大戦と巨大ロボ戦を組み合わせた構成となっている。テレビシリーズのキャラクターのほか、オリジナルのオルグ魔人・キングオルグも登場する。

### 児童誌特製ビデオ
百獣戦隊ガオレンジャー スーパービデオ「対決!ガオレンジャーVSガオシルバー 炎のピヨちゃんたんじょう!」
講談社の児童誌『テレビマガジン』『たのしい幼稚園』『おともだち』の合同企画として応募者全員にプレゼントされたオリジナルビデオ。ガオズロックに現れたシルバー/月麿が、5人に五つの「ガオのおしえ」を問う。正解した褒美に炎のピヨちゃん（声：今野宏美）が誕生し、それをガオゴッドが「戦士のガオの心臓」に変えて6人に与える。

### ドラマCD
百獣戦隊ガオレンジャー ガオアクセスCD 「ガオパンダあらわる!!」
小学館の児童誌『てれびくん』2002年2月号同梱付録のオリジナルドラマCD。ある冬に、雪合戦をして遊んでいたガオレンジャーたちの前に現れた雪ダルマオルグ（声：松本大）の攻撃によりパワーアニマルたちが冬眠してしまったが、ガオパンダが現れガオレンジャーに加勢するというストーリーになっている。登場したオリジナルパワーアニマルのガオパンダは応募者当選品として実際に作られた。限定100個で、応募方法はガオレンジャーの絵を描いて送るというもの。脚本：赤星政尚。

### 漫画
百獣戦隊ガオレンジャーVS秘密戦隊ゴレンジャー
『てれコロコミック』2001年9月増刊号に掲載された読み切り漫画。作画を犬木栄治が担当した。『秘密戦隊ゴレンジャー』とのクロスオーバー。

## CS放送・ネット配信
CS放送
- 東映チャンネル
  - 2012年11月 - 2013年5月
  - 2015年3月 - 9月（いずれも「スーパー戦隊ワールド」枠）

ネット配信
- 東映特撮 YouTube Official
  - 2012年7月9日 - 12月30日
  - 2015年4月24日 - 10月23日
  - 2019年10月13日 - 2020年4月12日
  - 2023年12月8日 -
- 東映特撮ニコニコおふぃしゃる
  - 2020年11月6日 - 2021年10月22日
- Amazon Prime Video…配信中（会員は無料）

## シリーズ内の他作品への登場
各作品における詳細はそれぞれの項目を参照。
スーパー戦隊大集合
『未来戦隊タイムレンジャー』第51話として放送された特別総集編。本作品の開始に先駆け、ガオレンジャーの初期メンバーが登場。
『轟轟戦隊ボウケンジャーVSスーパー戦隊』
『轟轟戦隊ボウケンジャー』のスーパー戦隊Vシネマ作品。ガオレッド（アカレッドが変身）およびツエツエが登場。
『海賊戦隊ゴーカイジャー』
関連する映画も含め、複数のキャラクターが同作品にて登場。
テレビシリーズ：獅子 走（第9話）、ガオライオン（第9話以降）
ゴーカイジャー ゴセイジャー スーパー戦隊199ヒーロー大決戦：ガオキング
海賊戦隊ゴーカイジャー THE MOVIE 空飛ぶ幽霊船：オルゲット
特命戦隊ゴーバスターズVS海賊戦隊ゴーカイジャー THE MOVIE：ゴーバスターライオーがレンジャーキーの力で変身した姿としてガオキングおよびガオケンタウロスが登場。
『4週連続スペシャル スーパー戦隊最強バトル!!』
獅子走 /ガオレッドが出演。他の5人も、変身後の姿のみ登場。
『機界戦隊ゼンカイジャー THE MOVIE 赤い戦い! オール戦隊大集会!!』
『機界戦隊ゼンカイジャー』の劇場作品。ガオレッドが登場。